# Drache (Mythologie)

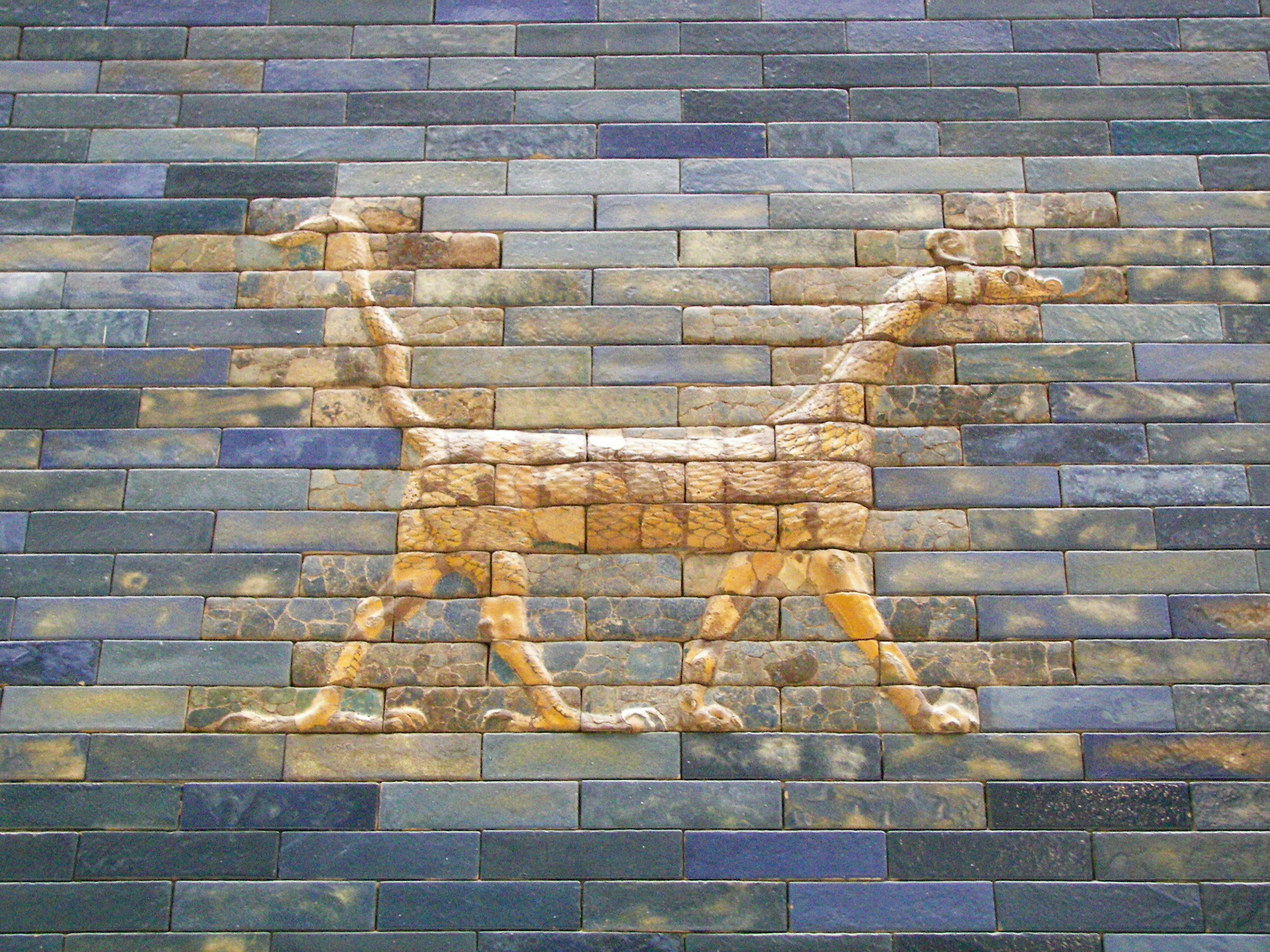
Der babylonische Drache Mušḫuššu (Relief aus glasierten Ziegeln am Ischtar-Tor, um 600 v. Chr.)

Der heilige Georg im Kampf mit dem Drachen (Paolo Uccello um 1470)

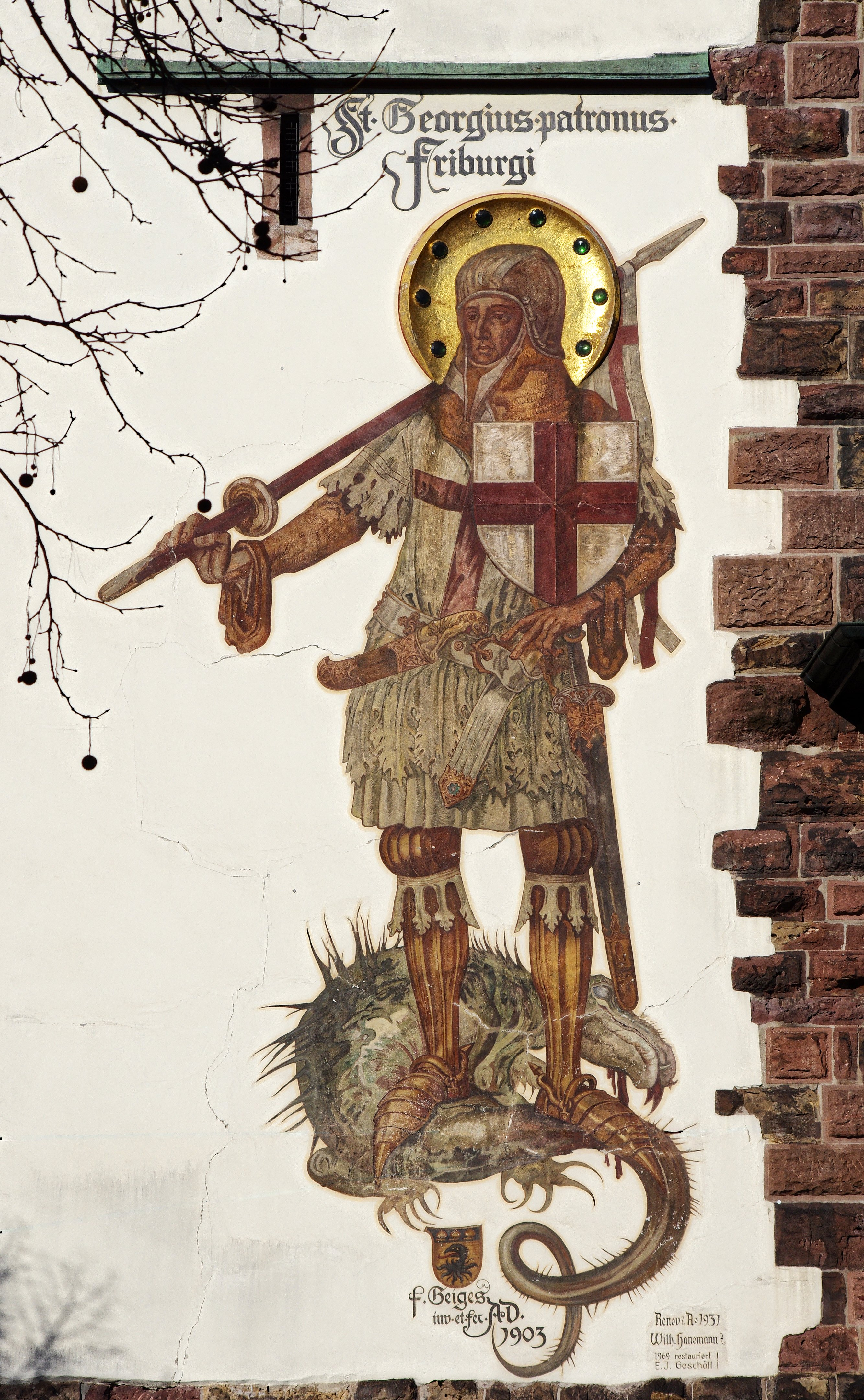
Heiliger Georg, Wandgemälde am Schwabentor, Freiburg, Fritz Geiges

Ein Drache (lateinisch draco, altgriechisch δράκων drakōn, „Schlange“; eigentlich: „der Starrblickende“ bzw. „scharfblickend(es Tier)“; bei den Alten Griechen und Alten Römern die Bezeichnung für jede ungiftige größere Schlangenart) ist ein schlangenartiges Mischwesen der Mythologie, in dem sich Eigenschaften von Reptilien, Vögeln und Raubtieren in unterschiedlichen Variationen verbinden. Er ist in den meisten Mythen geschuppt, hat zwei Hinterbeine, zwei Vorderbeine, zwei Flügel (also sechs Gliedmaßen) und einen langen Schwanz. Er soll die Fähigkeit haben, Feuer zu speien. Der Drache ist als Fabelwesen aus Mythen, Sagen, Legenden und Märchen vieler Kulturen bekannt; bis in die Neuzeit wurde er als existierendes Tier angesehen.
In orientalischen und westlichen Schöpfungsmythen ist der Drache ein Sinnbild des Chaos, ein gott- und menschenfeindliches Ungeheuer, das die fruchtbringenden Wasser zurückhält und Sonne und Mond zu verschlingen droht. Es muss von einem Helden oder einer Gottheit in einem Kampf überwunden und getötet werden, damit die Welt entstehen oder bestehen kann (siehe Drachentöter). Dagegen ist der ostasiatische Drache ein zwiespältiges Wesen mit überwiegend positiven Eigenschaften: Regen- und Glücksbringer und Symbol der Fruchtbarkeit und der kaiserlichen Macht.

## Beschreibung des Drachenmythos

### Aussehen und Attribute

Der rote Drache – Portalfigur am Standesamt in Frankfurt am Main

Erzählungen und Bilder von Drachen sind in vielen Kulturen und Epochen bekannt, entsprechend mannigfaltig sind seine Erscheinungsformen. Grundsätzlich handelt es sich um ein Mischwesen, das sich aus mehreren realen Tieren zusammensetzt, doch werden die mehrköpfigen Schlangen der antiken Mythologien ebenfalls als Drachen betitelt. Die Schlangenanteile sind bei den meisten Drachen vorherrschend. Der Körper ist meist geschuppt. Der Kopf – oder die Köpfe, oft sind es drei oder sieben – stammt von einem Krokodil, einem Löwen, einem Panther oder einem Wolf. Die Füße sind Tatzen von Raubkatzen oder Adlerklauen. Meist besitzt der Drache vier; es gibt aber auch zweifüßige Formen wie die Wyvern und schlangenartige Mischwesen ohne Füße. Diese werden in Typologien als Kriech-Drachen den Flug-Drachen gegenübergestellt. Die Flügel des Drachen erinnern an Greifvögel oder Fledermäuse. Verbreitete Elemente sind eine gespaltene Zunge, ein scharfer, durchdringender Blick, der feurige Schlund und ein giftiger Atem. Die Abgrenzung zu anderen mythischen Wesen ist nicht immer klar erkennbar. Besonders Schlangenmythen weisen viele Gemeinsamkeiten zu Drachenerzählungen auf, und vom Basilisken entlehnt ist die in manchen Erzählungen geschilderte Herkunft des Drachen aus einem Hahnenei. Der chinesische Drache vereint in sich die Merkmale von neun verschiedenen Tieren: Neben einem Schlangenhals besitzt er den Kopf eines Kamels, die Hörner eines Hirschs, die Ohren einer Kuh, den Hinterleib einer Muschel, die Schuppen eines Fisches, die Klauen eines Adlers, die Augen des Hasen und die Tatzen des Tigers. Der westliche Drache ist meist von furchterregender Gestalt und Größe; als Sinnbild des Teufels bestimmt die Hässlichkeit seine Erscheinung. In seiner klassischen Form ist er allen vier Elementen zugehörig: Er kann fliegen, schwimmen, kriechen und Feuer speien.

### Ikonografie

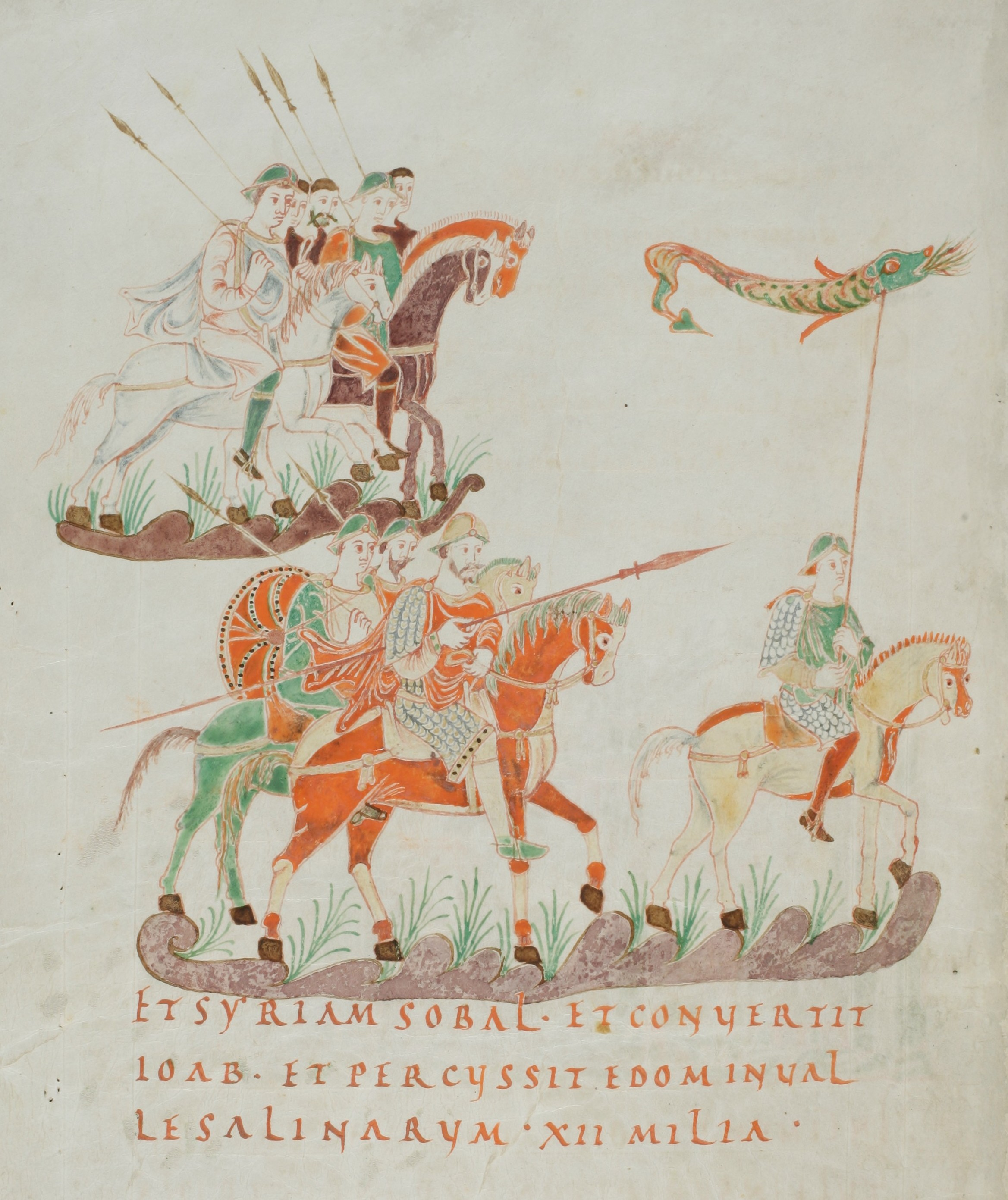
Karolingische Panzerreiterei mit einer Dracostandarte (Psalterium Aureum, Illustration zu Feldzug des Joab, 9. Jahrhundert)

Der antike Drache war vor allem ein Schreckbild und ein Herrschaftssymbol.
Das römische Heer übernahm die Dracostandarte als Feldzeichen von den Parthern oder Dakern. Die purpurne Drachenfahne stand dem Kaiser zu; sie wurde ihm in der Schlacht und bei Feierlichkeiten vorangetragen. Das Mittelalter führte diese Symbolik auf Fahnen, Wappen, Schilden und Helmen fort. Als Kaisertier diente der Drache noch Maximilian I., und mit der Thronbesteigung des Hauses Tudor gelangte der goldene Drache in das Wappen von Wales.
Der eigenständige Bildtypus des geflügelten, feuerspeienden Drachen in klarer Abgrenzung von der Schlange setzte sich in Europa erst in der Karolingerzeit durch. In der bildenden Kunst und Emblematik des christlichen Mittelalters erscheint er vor allem als Verkörperung des Teufels oder Dämons. Er dient aber auch als Symbol von Wachsamkeit, Logik, Dialektik, Klugheit und Stärke; in Bauplastik und Buchmalerei finden sich auch rein ornamentale Darstellungen. Ab dem Hochmittelalter ist das vorherrschende Motiv der christlichen Drachendarstellungen der Kampf gegen das Böse und die Erbsünde. Populäre Drachentöter sind der Heilige Georg und Erzengel Michael, manchmal erscheint auch Christus selbst als Sieger über die Bestie. Zuweilen tritt die Schlange aus dem Paradies in Drachengestalt auf, die Bilder des Jüngsten Gerichts zeigen die Hölle als Drachenschlund. Die dämonische Variante ist das Drachenbild, das in der Gegenwart die Fantasy-Kultur übernahm.
Obwohl es auch in Ostasien verschiedene Typen gibt, ist die Darstellung des klassischen chinesischen Drachen Long stark formalisiert. Auf zeremoniellen Gewändern zeigte seine Farbe und die Anzahl der Klauen den Rang des Trägers an. Der gelbe Drache mit fünf Klauen blieb ausschließlich dem Kaiser selbst vorbehalten. Ein besonderes Attribut des chinesischen Drachen ist ein Spielzeug: Zu dem Papierdrachen der chinesischen Feste in New York gehört ein roter Ball, auf Keramik ist seit der Ming-Zeit der Drache verbreitet, der eine Perle jagt. Die Bedeutung des kostbaren Schmuckstücks ist nicht geklärt. Sie könnte den Mond oder die Vollkommenheit symbolisieren.

### Literarische Motive
Von allen Elementen wird der Drache am häufigsten mit dem Wasser in Verbindung gebracht. Der ostasiatische Drache bringt den Regen und garantiert die Fruchtbarkeit der Felder, die antiken Drachen sind häufig Meeresungeheuer. In Märchen und Sagen tritt das wasserhütende Untier auf: Es bewacht die einzige Quelle oder den Fluss, der als Nahrungsgrundlage dient, und ist verantwortlich für Überschwemmungen und Dürrekatastrophen. Im Märchen fordert die Bestie regelmäßig Menschenopfer. Die Rettung des Opfers, vorzugsweise einer Jungfrau und Königstochter, sichert dem Sieger ein Königreich. In Höhlen hausende Erd-Drachen bewachen Schätze. Dieses Motiv, das seit der Antike bekannt ist, steht möglicherweise im Zusammenhang mit dem Totenglauben. Noch in Volkssagen des 19. und 20. Jahrhunderts sind es oft Verstorbene, die in Drachengestalt ihre Hinterlassenschaften vor dem Zugriff der Lebenden sichern. Als chthonische Gestalt weist den Drachen auch seine Verbindung zu Schlangen aus. Der Drache ist die Vergrößerung der Schlange ins Grotesk-Phantastische.

### Drachenkampf

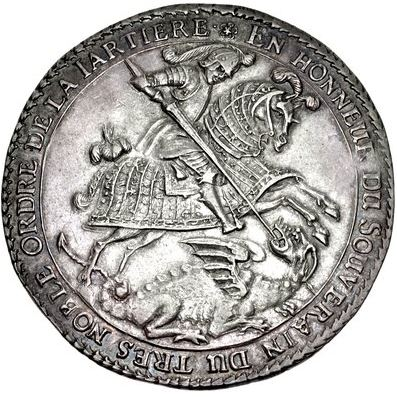
Taler auf die Verleihung des Hosenbandordens und auf das St. Georgenfest aus der Münzstätte Dresden. Der Drachenkampf als Symbol der Verteidigung des Glaubens

Der Drachenkampf ist der häufigste mit dem Drachen verbundene literarische Topos. Dabei lassen sich mehrere Typen von Erzählungen unterscheiden, etwa nach dem Stand des Helden oder dem Schauplatz (konkret oder undefiniert). In der Antike überwiegt der heroische Kampf, als Drachentöter treten Götter oder mächtige Helden auf. Der christlich-legendäre Drachenkampf, der in der Hauptsache der biblischen Tradition entstammt, schildert die Auseinandersetzung der Heiligen mit dem Bösen, der Drache dient dabei als Allegorie. Ausschlaggebend ist hier nicht Körperkraft oder Geschicklichkeit, sondern der Glaube; oft verhilft schon ein Gebet zum Sieg. Auch andere Untiere wie riesige Wildschweine können die Funktion des Drachen übernehmen. Einen weiteren Typus bildet der ritterlich-adlige Drachentöter, der den Drachen im Zweikampf erschlägt. Zwar verfügen diese Heldenfiguren meist über Stärke, Mut und hohe Moral, müssen jedoch aufgrund der körperlichen Überlegenheit des Drachen oft auch auf eine List zurückgreifen. Im bürgerlich-bäuerlichen Bereich der Märchen und Sagen werden die bedrohlichen Untiere oft überlistet, vergiftet oder verzaubert. Hier zählt nur das Resultat. Die Plage muss beseitigt werden, die Eigenschaften des Drachentöters sind nebensächlich. Bis in die Gegenwart wird das Bild des Drachen verwendet, um die Auseinandersetzung von Gut und Böse darzustellen, den Gegner zu dämonisieren und den Sieger als übermächtigen Helden erscheinen zu lassen.

### Drachenhort
Ein Drachenhort ist eine Ansammlung von Schätzen in der Obhut eines meist feuerspeienden Drachen. Solche Horte finden sich in Märchen, Legenden, Erzählungen, Sagen und in der modernen Fantasy-Literatur, wie beispielsweise in dem Roman Der Hobbit von J. R. R. Tolkien. Meistens liegt der Drachenhort in einer Höhle, in der er von dem Drachen argwöhnisch bewacht wird. In einigen Legenden bricht ein Drachentöter auf, um den Bewacher zu erschlagen und den Schatz an sich zu bringen. Manche dieser Schätze sind fluchbeladen und bringen Unglück über den Helden: etwa das Nibelungenerbe in der altnordischen Edda, das den Vatermörder Fafnir in einen Lindwurm verwandelt. In der Völsunga saga ist es ein Goldschatz, der sich in einem Otterfell befindet, welches aufgestellt und zusätzlich nochmals mit Gold bedeckt werden muss, bis nichts mehr von dem Otter sichtbar ist. Im Beowulf befinden sich in einem solchen Hort goldenes Geschirr, Banner, Helme und Ringe.

## Verbreitung von Drachenmythen
Der Indologe Michael Witzel sieht die Erzählung von der Tötung des Drachen durch einen Helden mit übermenschlicher Kraft als ein Grundelement der von ihm so genannten laurasischen Storyline an: Urmutter und -vater erzeugten in vielen Mythologien eine Generation von Monstern (Titanen, Riesen, Drachen, Nachtwesen usw.), die getötet werden müssen, um die Erde bewohnbar zu machen. Oft macht das Blut des Drachen die Erde erst fruchtbar oder er bewässert sie. Diese Vorstellung ist auch in Regionen wie Polynesien und Hawaii verbreitet, wo es gar keine Großreptilien gibt. Das weist auf die Verbreitung des Mythos durch Wanderung hin.
Handlungselemente und Motive, die von Drachen handeln, sind in der Folklore vieler anderer ethnischer Gruppen erkennbar (s. u.). Auf Grund der Häufigkeit wiederkehrender Motive (z. B. „Der Drache lebt im oder am Wasser“ oder „Es gibt einen Kampf mit dem Drachen“) geht die Finnische Schule von einem gemeinsamen Ursprung aus. Auf Basis von 69 Motiven aus 23 verschiedenen ethnischen Gruppen wurde dazu eine phylogenetische Rekonstruktion (eine Methode aus der Evolutionsbiologie zur Bestimmung von Abstammung und Verwandtschaften) durchgeführt. Demnach hat die weltweite Mythologie um den Drachen ihren Ursprung im Südlichen Afrika.

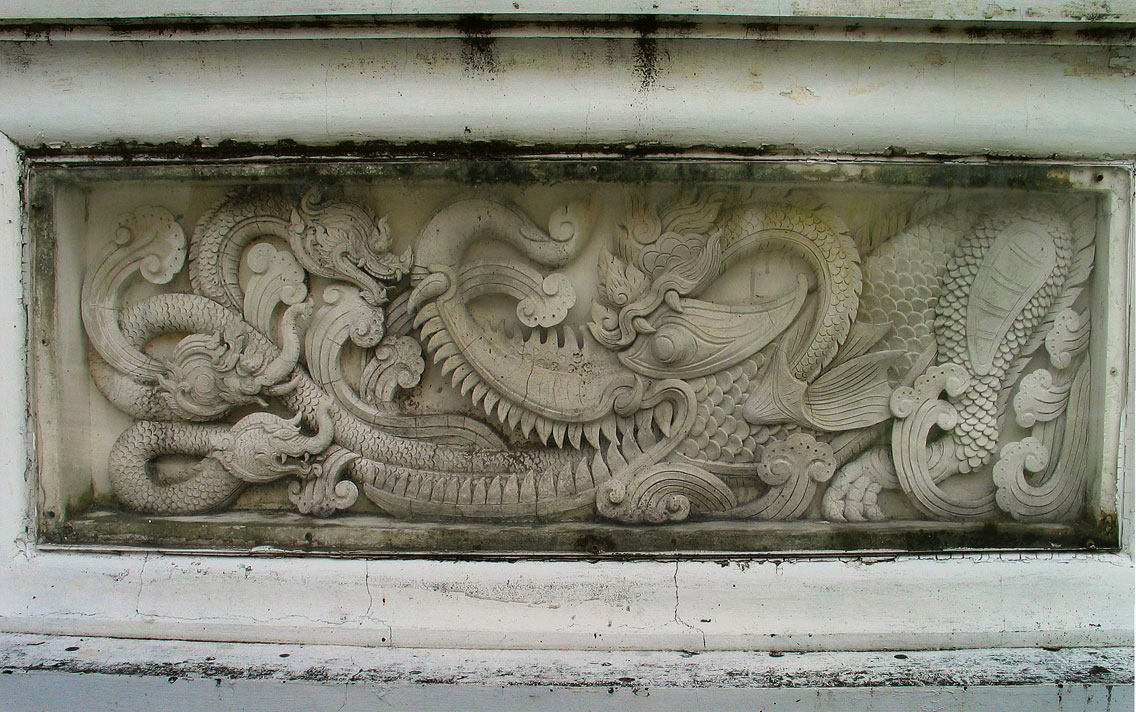
Relief eines Makara, Wat Suthat, Bangkok

Aber auch spätere Motivwanderungen sind zu vermuten. So weist Walther Heissig Motivparallelen zwischen den Kämpfen der mongolischen Heroen mit dem vielköpfigen Monster Mangyus (siehe auch den indischen Makara oder den thailändischen Makorn) und den europäischen Ritteromanen auf und bringt sie mit Austauschprozessen während der Kreuzzüge oder entlang der antiken Handelswege in Verbindung, wobei der Drache in Europa auch die Gestalt eines Riesen annehmen kann.

### Klassische Drachen

#### Vorderer Orient

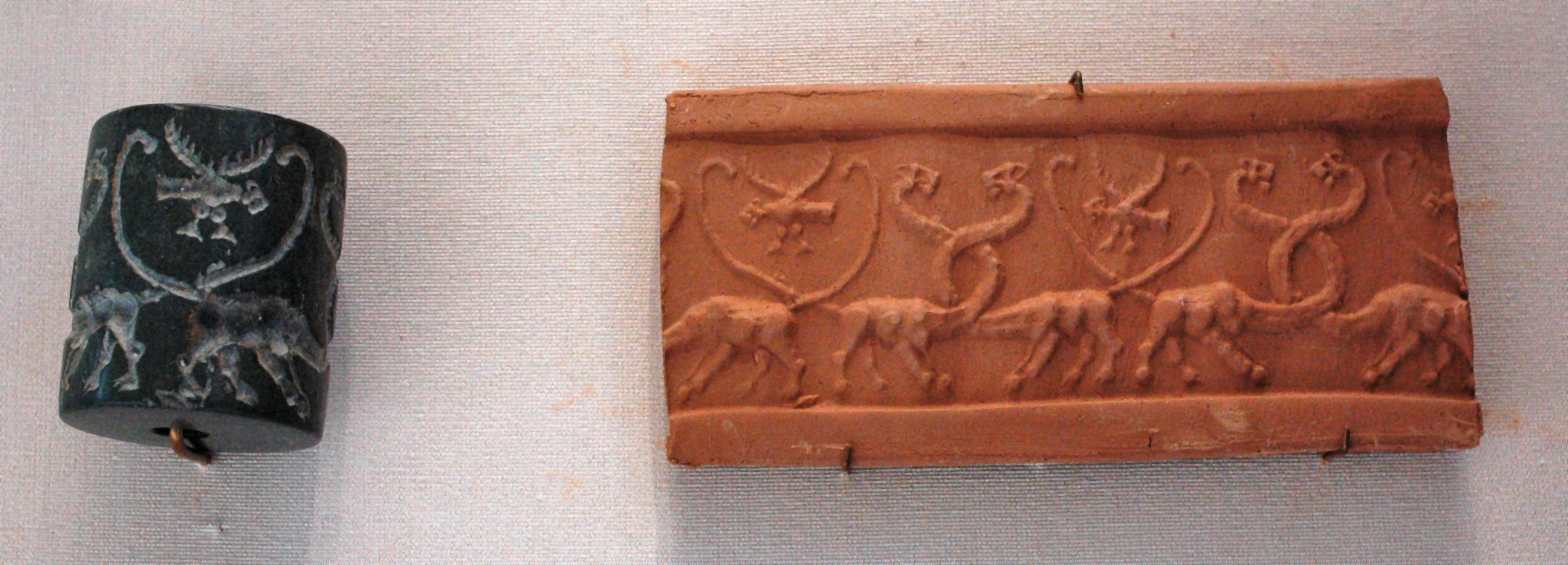
Schlangendrachen und Löwenadler auf einem sumerischen Rollsiegel (Uruk-Zeit um 3000 v. Chr.)

Die ältesten sumerischen Darstellungen von Drachen finden sich auf Rollsiegeln aus der Uruk-Zeit. Sie gehören zu den Mischwesen, die in einer Vielzahl im Bilderrepertoire des alten Orients vertreten sind. Die älteste schriftliche Erwähnung eines Drachen findet sich in der Keš-Tempel-Hymne von ca. 2600 v. Chr. Es lassen sich zwei drachenartige Grundtypen identifizieren: Schlangendrachen (Ende des 4. Jahrtausends v. Chr.), die mindestens zum Teil einer Schlange ähneln, und Löwendrachen, die zumeist aus Elementen von Löwen und Vögeln zusammengesetzt sind (Anfang des 3. Jahrtausends v. Chr.). Wie alle Mischwesen sind die altorientalischen Drachen weder Götter noch Dämonen, sondern gehören zu einer eigenen Klasse übernatürlicher Wesen, deren Namen und Gestalt auf einen Zusammenhang mit dem Tierreich oder mit den Naturgewalten hinweisen. Sie sind nicht eindeutig negativ besetzt. Es gibt Ausnahmen, wie die feindlichen vielköpfigen Schlangen, die der frühdynastischen Zeit entstammen. In der Regel treten die frühen Drachen in Text und Bild als mächtige, manchmal gefährliche, manchmal aber auch beschützende Wesen auf.
Die Drachen stehen zunächst in loser Verbindung mit bestimmten Gottheiten. In der Akkad-Zeit werden sie aber den Göttern als Diener beigesellt, manchmal sind es Rebellen und besiegte Gegner. Auf Siegeln aus der Zeit um 2500 v. Chr. erscheint das Motiv des Drachenkampfes, das aber erst Jahrhunderte später in mythologischen Erzählungen überliefert ist. Als Drachentöter treten in mesopotamischen Texten des späten 3. Jahrtausends zunächst lokale Götter auf. Vereinigt werden die Traditionen um 2100 v. Chr. im Anzu-Mythos: Der Kriegergott Ninurta aus Nippur siegt über den Löwenadler Anzu, der die Schicksalstafeln gestohlen hat, und löst in der Folge Enlil als obersten Gott des sumerisch-akkadischen Pantheons ab. Die Ninurta-Mythologie verbreitete sich im 1. Jahrtausend mit dem Aufstieg des assyrischen Reiches im ganzen Vorderen Orient; als Nimrod fand er Eingang in die biblische Überlieferung. Während der Anzu-Mythos den Generationswechsel in der Götterhierarchie zum Thema hat, beschreibt ein zweiter orientalischer Typus den Kampf des Wettergottes mit der Urgewalt des Meeres, symbolisiert durch die gehörnte Meeresschlange. Dieses Motiv findet sich im hethitischen Illuyanka-Mythos, der um 1700 v. Chr. entstand, in dem um 1600 v. Chr. niedergeschriebenen ugaritischen Baal-Zyklus und in dem Kampf Marduks, des babylonischen Hauptgottes, gegen die Meeresgottheit Tiamat. Im Gefolge der Tiamat befinden sich wilde Schlangendrachen (ušumgallē nadrūti), die Schlange Basmu und der Drache Mušḫušḫu. Die facettenreichen altorientalischen Mythen schufen ein Bild des Drachen, das bis heute sichtbar ist, denn sie flossen in die Texte des Alten Testaments ein. Der Drache der christlichen Tradition hat im alten Vorderen Orient seinen Ursprung.

#### Indien, Iran, Armenien
Auch Indra tötet ein dreiköpfiges Reptil, das als Drachen oder Regenschlange dargestellt wird, und raubt seine Schätze. Der Name des Drachen, Vritra, erinnert an den von Indra verdrängten iranischen Kriegergott Verethragna (Drachentöter), der manchmal das Böse repräsentiert und es manchmal bekämpft und von den Griechen oft mit Herakles gleichgesetzt wurde. In Armenien entspricht dem die Figur des Vahagn, einem Licht- und Donnergott. Die Namensverwandtschaft verweist auf die Gemeinsamkeiten der indoeuropäischen Vorstellungen über den Kampf gegen einen Drachen, der die Sonne verdunkelt.

#### Bibel

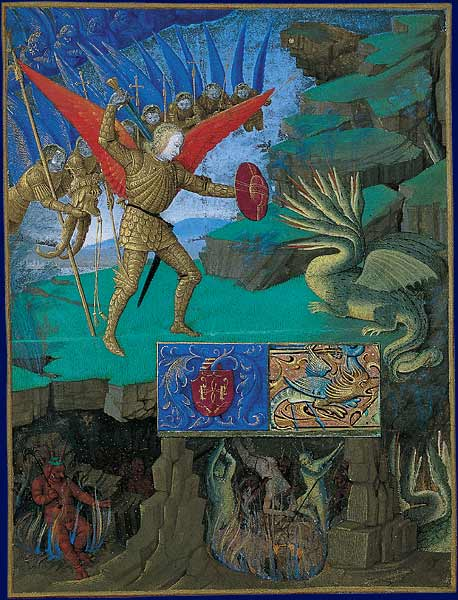
Kampf des Erzengels Michael mit dem Drachen (Miniatur von Jean Fouquet aus seinem Stundenbuch des Étienne Chevalier, um 1450)

Die hebräische Bibel benutzt das Wort tannîn für Landschlangen und schlangenartige Meeresdrachen. Daneben kennt sie mit Leviathan und Rahab zwei individuelle, besonders gefährliche Schlangendrachen. Beide kommen aus dem Meer, und in beiden lebt die vorderasiatische Erzähltradition fort. Leviathan ist mit Litanu, dem Widersacher Baals, verwandt, der Name Rahab hat wohl mesopotamische Wurzeln. Auch der ägyptische Pharao als der Feind Gottes wird mit einem Drachen (tannîn) verglichen:

„Du bist gleich wie ein Löwe unter den Heiden und wie ein Meerdrache und springst in deinen Strömen und rührst das Wasser auf mit deinen Füßen und machst seine Ströme trüb.“

Der biblische Drachenmythos gibt die altorientalischen Vorbilder aber nicht nur wieder, er entwickelt sie weiter. Der Drachenkampf ist nicht mehr nur eine Tat des Anfangs, sondern wird auch zu einer Tat des Endes.

Die Offenbarung des Johannes lässt den Erzengel Michael mit dem großen feuerroten, siebenköpfigen Schlangendrachen kämpfen. Michael siegt im Himmelskampf, und

„[…] es wurde hinausgeworfen der große Drache, die alte Schlange, die da heißt: Teufel und Satan, der die ganze Welt verführt, und er wurde auf die Erde geworfen, und seine Engel wurden mit ihm dahin geworfen.“

In den Bildern der Johannes-Apokalypse wird der Drache endgültig zum personifizierten Bösen, der nach seinem Sturz vom Himmel für alle Gewalt verantwortlich zeichnet. Seine Vernichtung beendet das jetzige Zeitalter.

#### Griechische und römische Antike

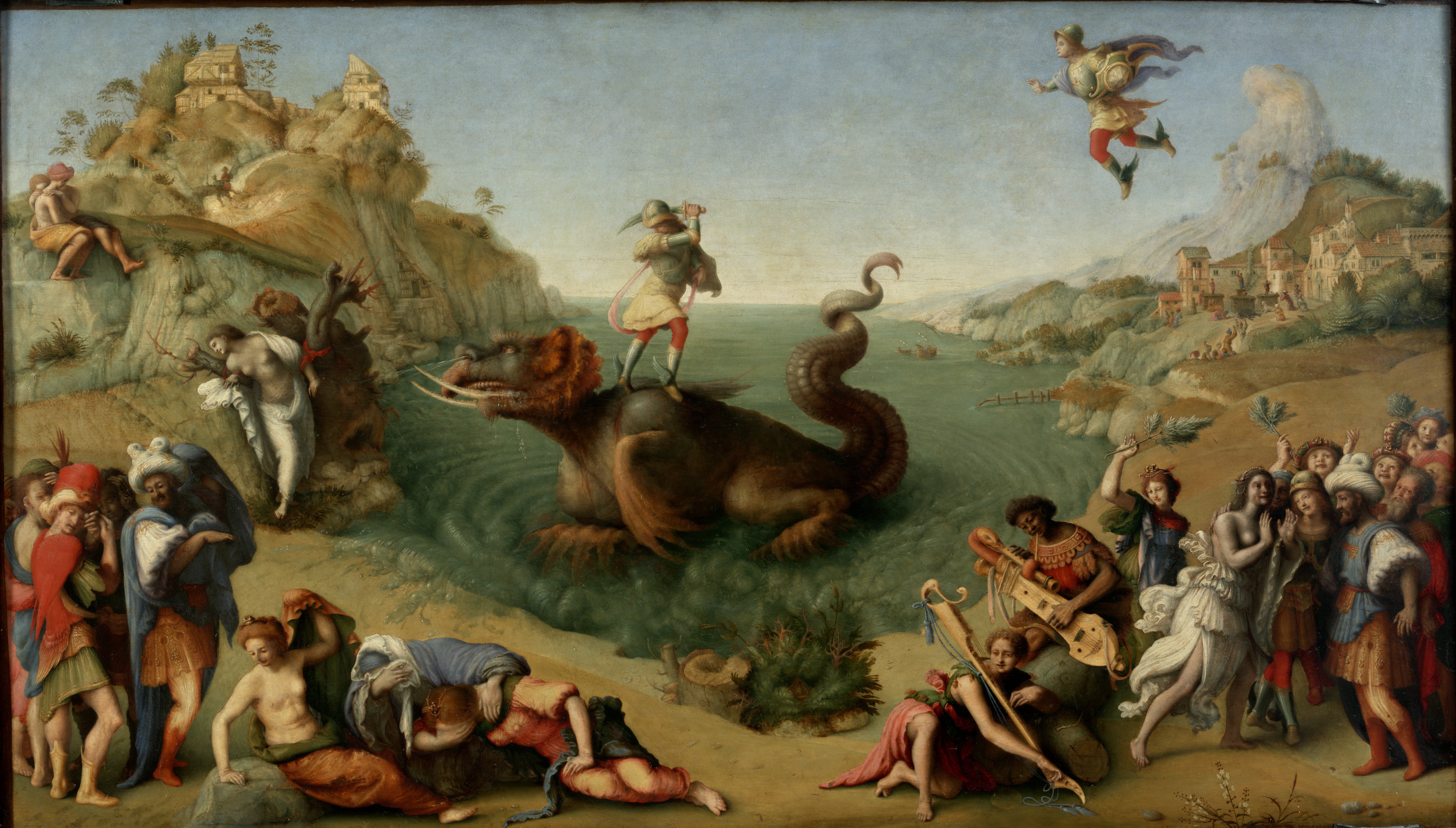
Das Seeungeheuer Ketos auf dem Gemälde Perseus befreit Andromeda (Piero di Cosimo, um 1515)

Bei den griechischen Drachen überwiegt der Schlangenaspekt, so dass nicht bei allen Nennungen zu unterscheiden ist, ob von dem Fabelwesen oder einer Schlange die Rede ist. Die Ungeheuer der griechischen Mythologie kommen aus dem Meer oder hausen in Höhlen. Sie sind oft mehrköpfig, riesig und hässlich, besitzen einen scharfen Blick und einen feurigen Atem, haben aber selten Flügel. Bekannte griechische Drachen sind der hundertköpfige Typhon, die neunköpfige Hydra, der Schlangengott Ophioneus und Python, Wächter des Orakels von Delphi. Ladon bewacht die goldenen Äpfel der Hesperiden, und auch in der Argonautensage taucht das Motiv des Bewachers auf. In dieser Version des Mythos ist es nicht nötig, die Bestie im Kampf zu töten. Bevor Iason das Goldene Vlies raubt, wird der Drache von Medea eingeschläfert. Aus der griechischen Sage stammt die Konstellation von Drache, Held und der schönen Prinzessin, die dem Untier geopfert werden soll. Die Rettung Andromedas vor dem Seeungeheuer Ketos durch Perseus ist seit der Antike ein beliebtes Motiv in der Kunst.
Die Antike hat das Drachenbild nachfolgender Epochen um etliche Facetten bereichert. Von den Griechen und Römern übernahm Europa das Wort „Drache“. Das griechische „drákōn“ („der starr Blickende“, zu gr. „dérkomai“ „ich sehe“) ist als Lehnwort über das Lateinische „draco“ in die europäischen Sprachen gelangt: als „trahho“ beispielsweise in das Althochdeutsche, als „dragon“ in das Englische und Französische, als „drake“ in das Schwedische. Auf die griechische Astronomie geht die Bezeichnung des gleichnamigen Sternbildes zurück, und auch die europäische Drachen-Symbolik zeigt antiken Einfluss. Die Dracostandarte, ursprünglich ein dakisches oder sarmatisches Feldzeichen, übernahmen die germanischen und slawischen Stämme der Völkerwanderungszeit vom römischen Heer. Das furchterregende Untier ist hier kein Feind, sondern ein Symbol der eigenen Stärke, das den Gegner einschüchtern soll.

#### Christliches Mittelalter

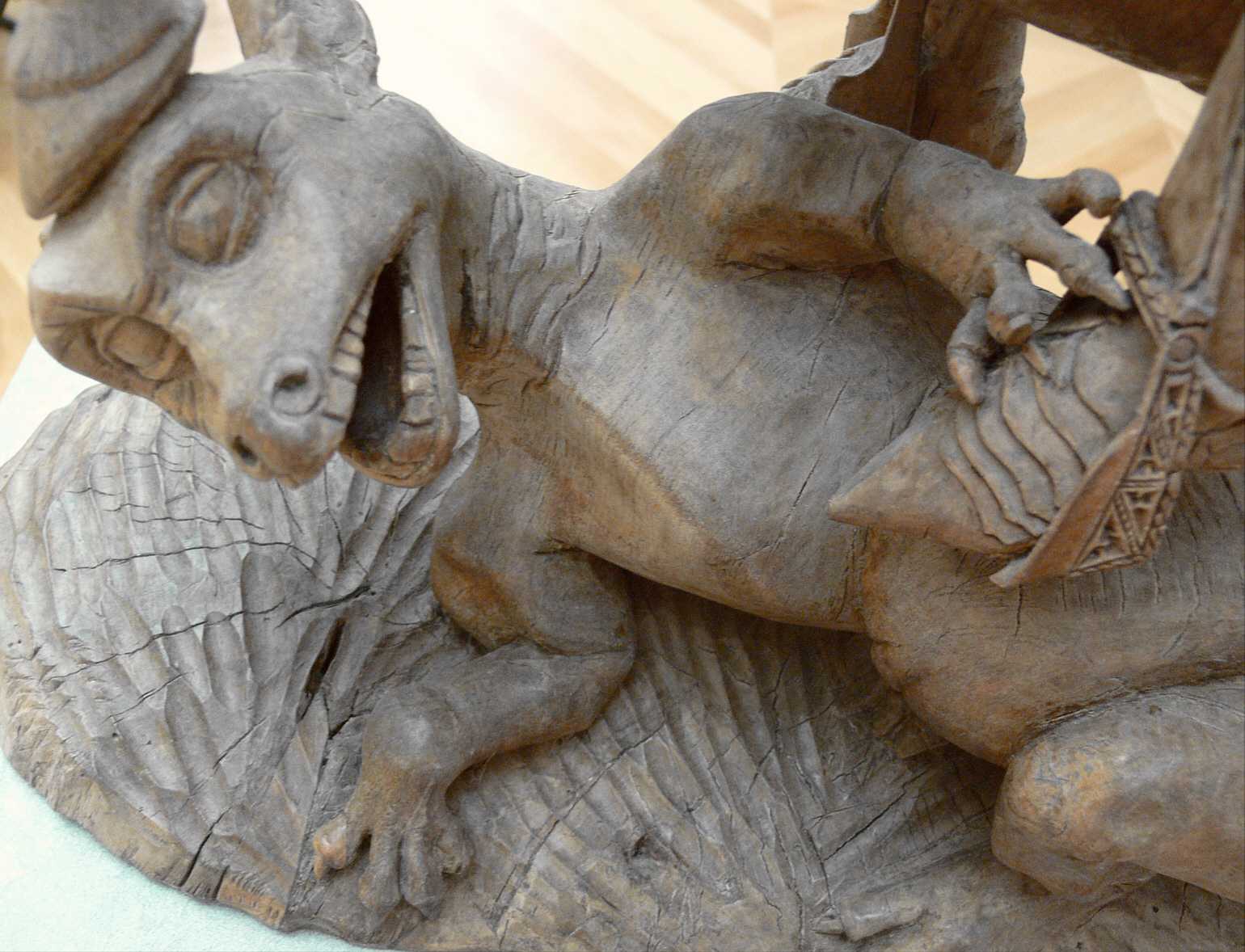
Detail der Skulptur Hl. Georg im Kampf mit dem Drachen (Tilman Riemenschneider, um 1495)

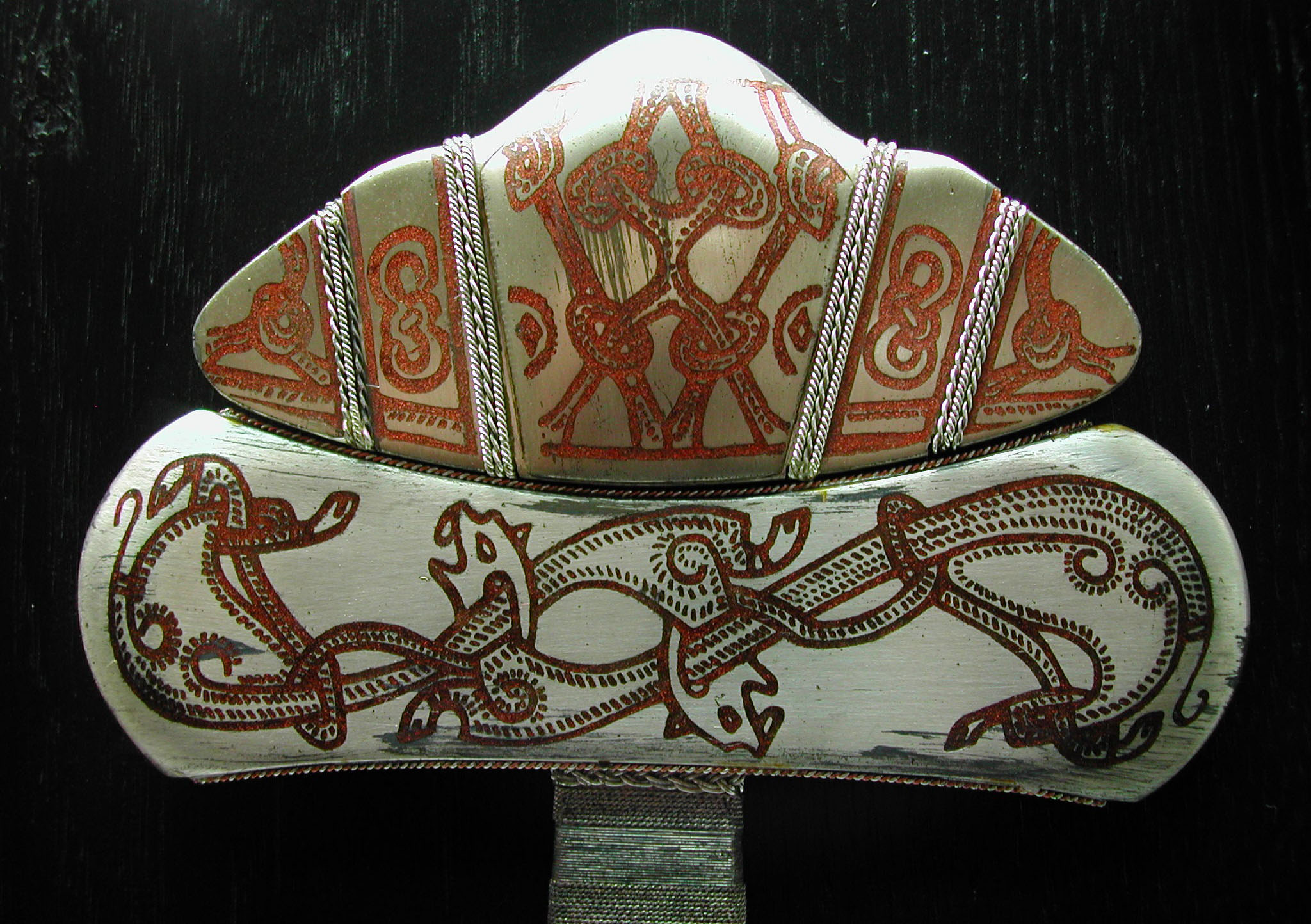
Knaufkrone und Knaufstange eines Wikingerschwertes im Jelling-Stil (Nachbildung eines Fundes in Busdorf im Wikinger Museum Haithabu; Original um 900 entstanden)

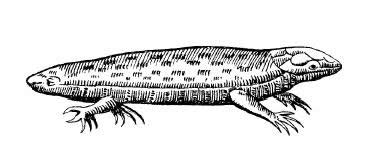
Der Tatzelwurm aus Ulisse Aldrovandis Serpentum et Draconum historia (1640)

Das christliche Mittelalter hält die starke Verbindung zwischen Drachen und Teufel aufrecht. Auf Bildern von Exorzismen fahren die Teufel in Form kleiner Drachen aus dem Mund des Besessenen heraus, Dämonen in Drachengestalt zieren Taufbecken und Wasserspeier gotischer Kathedralen. Die allegorische Bildersprache der Bibel übernehmen die Heiligenlegenden. An die 30 Gegner hat der Drache allein in der Legenda aurea, insgesamt sind um die 60 Drachenheilige bekannt. Das Untier steht für die Qualen der Blutzeugen in den Märtyrerakten, in den Viten der frühmittelalterlichen Glaubensboten personifiziert der Drache das Heidentum, die Sünde, später die Häresie. Er wird nicht immer im Kampf getötet. Der Sieg über ihn ist ein mit Gottes Hilfe vollzogenes Wunder, es genügt auch das Zeichen des Kreuzes oder ein Gebet, um ihn zu verscheuchen. Drei Drachenheilige rangieren im Hochmittelalter unter den vierzehn Nothelfern: Margareta von Antiochia, die den Drachen mit dem Kreuzzeichen abwehrte, Cyriakus, der einer Kaisertochter den Teufel austrieb, und Georg. Er wird der populärste aller heiligen Drachentöter; sein Lanzenkampf gegen die Bestie wird bis heute in zahllosen Darstellungen weltweit verbreitet. Die Wappenbilder deutscher Städte, die den Drachen als gemeine Figur zeigen, sind überwiegend von Georgslegenden abgeleitet, und viele Volksbräuche und Drachenfeste lassen sich darauf zurückführen. Bekannt sind zum Beispiel der Further Drachenstich und in Belgien die Ducasse de Mons. Ein spektakuläres Fest ist der katalanische Feuerlauf Correfoc, bei dem feuerspeiende Drachen und Teufel durch die Straßen ziehen. Das Fest hat möglicherweise vorchristlichen Ursprung, ist aber seit dem Mittelalter mit dem katalanischen Landespatron St. Georg (Sant Jordi) verknüpft. In Metz war es dagegen der Legende nach Bischof Clemens, der den im Amphitheater hausenden Drachen Graoully vertrieben und an seiner Stola aus der Stadt geführt hatte. Bis ins 19. Jahrhundert wurde eine Darstellung des Drachen durch die Straßen getragen und von den Kindern der Stadt geschlagen.
Eine herausragende Stellung nimmt der Drache in der ornamentalen Bildkunst der Wikingerzeit ein. Drachenköpfe verzieren Runensteine, Fibeln, Waffen und Kirchen. „Dreki“ ist in der Wikingerzeit eine verbreitete Schiffstypenbezeichnung; als bildliches Motiv am Bug ist der Drache allerdings entgegen modernen Adaptationen archäologisch nicht nachgewiesen. In der germanischen Literatur ist der Drache vom 8. Jahrhundert bis in die Neuzeit gut belegt, besonders in der Heldendichtung, vereinzelt auch in den altnordischen Skalden. Das altenglische Epos Beowulf erwähnt einige Male kriechende oder fliegende Drachen, die unter anderem als Hüter von Schätzen fungieren. In altskandinavischen Quellen schützen sie vor feindlichen Geistern. Das germanische Wort Lindwurm ist ein Pleonasmus: Sowohl das altisländische linnr als auch der wurm bezeichnen eine Schlange, und auch die Beschreibungen der Lindwürmer sind eher schlangen- als drachenähnlich. Die Germanen übernahmen später nicht nur die Bezeichnung, sondern auch die Vorstellung des fliegenden Ungetüms. Der lintdrache des Nibelungenliedes zeigt die Verschmelzung beider Glaubensvorstellungen an. In die mittelalterlichen germanischen Quellen fließen auch Vorstellungen der nordischen Mythologie ein, wie die Midgardschlange oder Fafnir, ein habgieriger Vatermörder in Drachengestalt, von dessen Schicksal die Edda und die Völsunga-Saga berichten. Der Neid-Drache Nidhöggr, der an der Weltenesche nagt, ist dagegen eher auf christliche Visionsliteratur zurückzuführen. Die Beziehungen zwischen nichtchristlichem und christlichem Erbe sind im Einzelnen ungewiss.
Im Hochmittelalter wird der Drache ein beliebter Gegner der Ritter in der Heldenepik und im höfischen Roman. In der Artustradition, besonders aber in dem Sagenkreis um Dietrich von Bern ist ein Drachenkampf fast schon obligatorischer Bestandteil eines heroischen Lebenslaufes. Mit dem Sieg rettet der Held eine Jungfrau oder ein ganzes Land, erwirbt einen Schatz oder stellt einfach seinen Mut unter Beweis. Die besonderen Eigenschaften des Unterlegenen gehen oft auf den Sieger über: Das Bad im Drachenblut macht Siegfried unverwundbar, andere Helden verspeisen deswegen das Drachenherz.

#### Frühe Naturwissenschaft

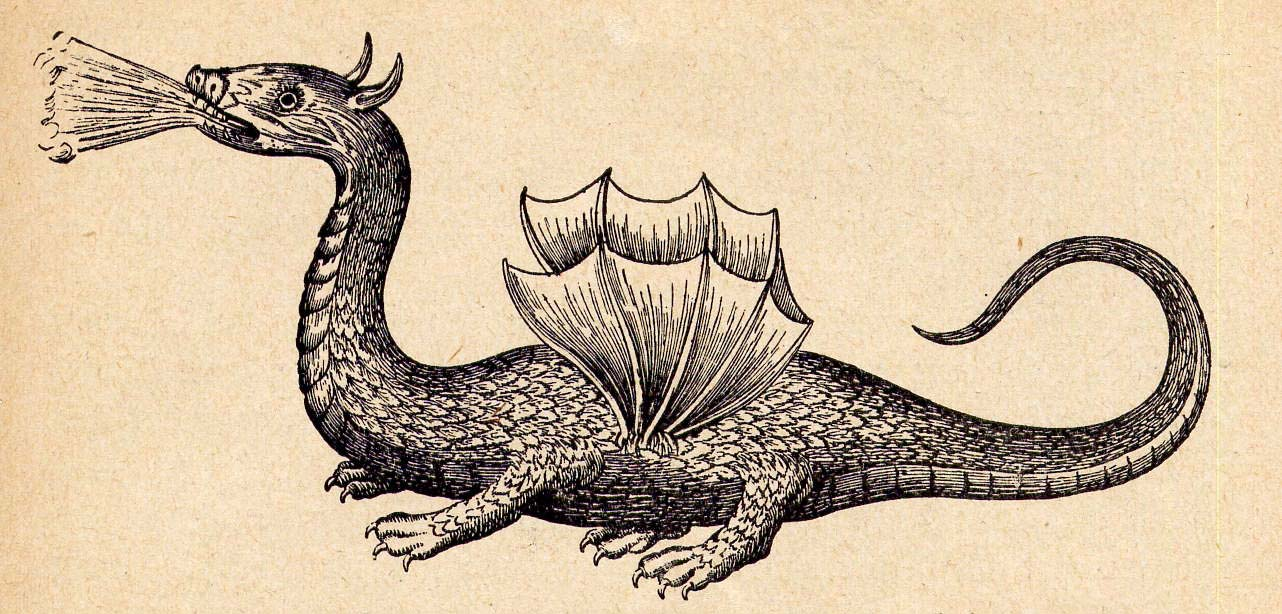
Großer Drache von der Insel Rhodus (aus Athanasius Kirchers Mundus Subterraneus, 1665)

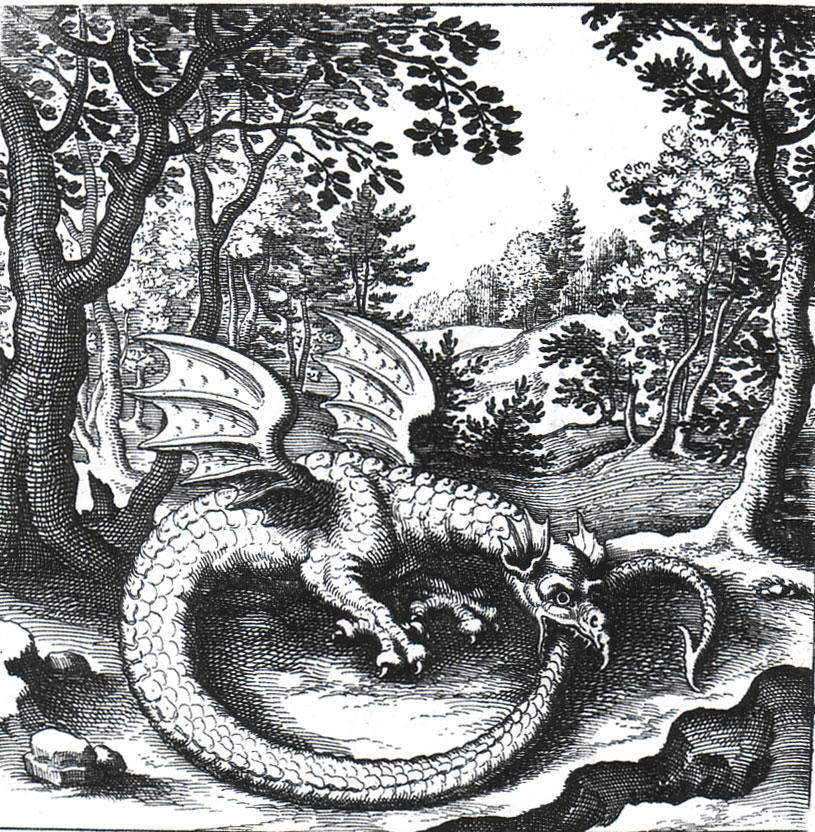
Der Drache Ouroboros in dem alchemistischen Werk De Lapide Philosophico (herausgegeben von Lucas Jennis, 1625)

Eine Synthese antiker und christlicher Traditionen ist in den Ansichten der mittelalterlichen Gelehrten über den Drachen zu beobachten. Bereits Plinius der Ältere schrieb Teilen des Drachenkörpers eine medizinische Wirkung zu, Solinus, Isidor, Cassiodor und andere ordneten die Bestie in das Tierreich ein. Die mittelalterlichen Naturforscher waren, angesichts der Fülle biblischer Belegstellen, erst recht von der realen Existenz der Untiere überzeugt. „Mit Ausnahme seines Fettes ist nichts von seinem Fleische und den Knochen für Heilzwecke verwendbar“, schrieb Hildegard von Bingen in ihrer Naturlehre. Von Drachen wurde geglaubt, dass sie etwa aus den Leibern erschlagener Menschen auf Schlachtfeldern entstehen konnten, ähnlich wie etwa Maden aus Tierkadavern „entstehen“.
Detaillierte Systematiken der verschiedenen Drachenarten stellten die Forscher der Frühen Neuzeit auf: Conrad Gessner in seinem Schlangenbuch von 1587, Athanasius Kircher im Mundus Subterraneus von 1665 oder Ulisse Aldrovandi in dem Werk Serpentum et Draconum historia von 1640. Bis weit in die Neuzeit blieben Drachen ein Teil der belebten Natur, für deren Existenz es auch scheinbar Beweise gab. Für frühe naturwissenschaftliche Sammlungen und Naturalienkabinette erwarben die Gelehrten Fundstücke aus fernen Ländern, die aus getrockneten Rochen, Krokodilen, Fledermäusen und Echsen zusammengestellt waren – im heutigen Sinne Fälschungen, im Verständnis der frühneuzeitlichen Gelehrtenkultur „Rekonstruktionen“, die die Entdeckung eines „echten“ Drachen lediglich vorwegnahmen. Noch Zedlers Universal-Lexikon meinte, der Drache sei:

„[…] eine ungeheure grosse Schlange, die sich in abgelegenen Wüsteneyen, Bergen und Stein-Klüfften aufzuhalten pfleget, und Menschen und Vieh grossen Schaden zufüget. Man findet ihrer vielerley Gestalten und Arten; denn etliche sind geflügelt, andere nicht; etliche haben zwey, andere vier Füsse, Kopff und Schwantz aber ist Schlangen-Art.“

Erst die modernen Naturwissenschaften im 17. Jahrhundert verwarfen die meisten dieser Vorstellungen, es gab aber auch früh schon kritische Stimmen. Bereits Bernhard von Clairvaux lehnte es ab, an Drachen zu glauben, und Albertus Magnus hielt die Berichte über fliegende, feuerspeiende Wesen für Beobachtungen von Kometen. Die Alchemie verwendete den Drachen lediglich als Symbol: Ouroboros, der sich in den eigenen Schwanz beißt und allmählich selbst auffrisst, stand für die Prima materia, den Ausgangsstoff zur Herstellung des Steins der Weisen. Die moderne Zoologie schloss den Drachen seit Carl von Linné aus ihrer Systematik aus, doch außerhalb des streng wissenschaftlichen Diskurses blieb er weitaus hartnäckiger „real“ als viele andere mythologische Wesen. Die Jagd nach Saurier-Drachen (siehe unten) war noch zu Beginn des 20. Jahrhunderts ein ernsthaft betriebenes Geschäft.

#### Märchen und Sagen
Der Drache ist eines der verbreitetsten Motive im europäischen Märchen. In dem wohl häufigsten Typ von Drachenmärchen, dem „Drachentöter“ (AaTh 300), tritt das Ungetüm als übernatürlicher Gegner auf. Als Held stellt sich ihm oft ein einfacher Mann entgegen: Der Sieger über die Bestie kann ein Schneider, ein Sterngucker oder ein Dieb sein. Entsprechend ist der Sieg nicht immer mit Waffengewalt zu gewinnen, sondern bedarf einer List oder eines Zaubers. Als Helfer treten wohlgesinnte Tiere oder kluge Menschen auf. Mit dem Mythos und der Heldensage ist das Märchen eng verwandt, was in den Drachenmärchen besonders deutlich zum Vorschein kommt. Die Motive stimmen bis in die Details überein: Oft muss eine Jungfrau gerettet, ein Schatz gewonnen oder die Drachenzunge herausgeschnitten werden, damit der Held einen Beweis erhält, dass er selbst und nicht ein Nebenbuhler das Untier erlegt hat.
Neben dem Drachentöter gibt es noch eine Reihe weiterer Märchentypen, in denen der Drache eine Rolle spielt. Weit verbreitet ist die Erzählung vom Tiergemahl: Der Held ist hier in ein Tier, oft einen Drachen, verwandelt. Die Braut muss den Zauber brechen und den Helden durch Liebe und Standhaftigkeit erlösen. Die Vermischung von Drachen und Menschen tritt in osteuropäischen Märchen häufiger auf. Der slawische Drache ist zuweilen ein halbmenschlicher Held, der reiten kann und mit ritterlichen Waffen kämpft, und der nur noch durch seine Flügel als Drache erkennbar ist.
Bei den Drachensagen sind zwei Typen zu unterscheiden. Zum einen ätiologische Erzählungen, die schildern, wie ein Ort zu seinem Namen kam; zu diesen gehört die Geschichte von Tarasque, auf den die südfranzösische Stadt Tarascon ihren Namen zurückführt, oder die Sage vom Wawel-Drachen, nach dem der Wawel-Hügel in Krakau benannt ist. Der zweite Typus sind Erklärungssagen, die besondere Naturerscheinungen (zum Beispiel „Fußabdrücke“ im Fels) der Einwirkung von Drachen zuschreiben. Im Bereich der Sage sind die „Augenzeugenberichte“ angesiedelt, die beispielsweise den alpenländischen Tatzelwurm bekannt gemacht haben – noch den Chronisten der Renaissance galt der Alpendrache, dem viele Alpenbewohner begegnet sein wollten, als real existierendes Tier. Die europäischen Drachensagen zeichnen sich gegenüber dem Märchen allgemein durch eine größere Realitätsnähe aus. Ort und Zeit des Geschehens sind immer angegeben: Die lokalen Drachengeschichten konservieren den Stolz der Bewohner, etwas „Besonderes“ zu sein. Und es gibt nicht immer ein Happy End. Der Sieg über den Drachen kann den Helden auch das Leben kosten.
Es gibt zahlreiche Volkserzählungen über den lettischen Hausdrachen (Puhkis), von dem es heißt, dass man sich, um mit ihm zu paktieren, dem Teufel verschreiben muss. Puhkis ist kein großes mythisches Ungeheuer, sondern erscheint als böses übernatürliches Wesen im Alltag der Menschen. Vom gekochten Essen sollte dem Drachen etwas abgegeben werden, aber selbst, wenn er jemandem hilft, tut er dies stets mit unredlichen Mitteln.

#### Ostasien

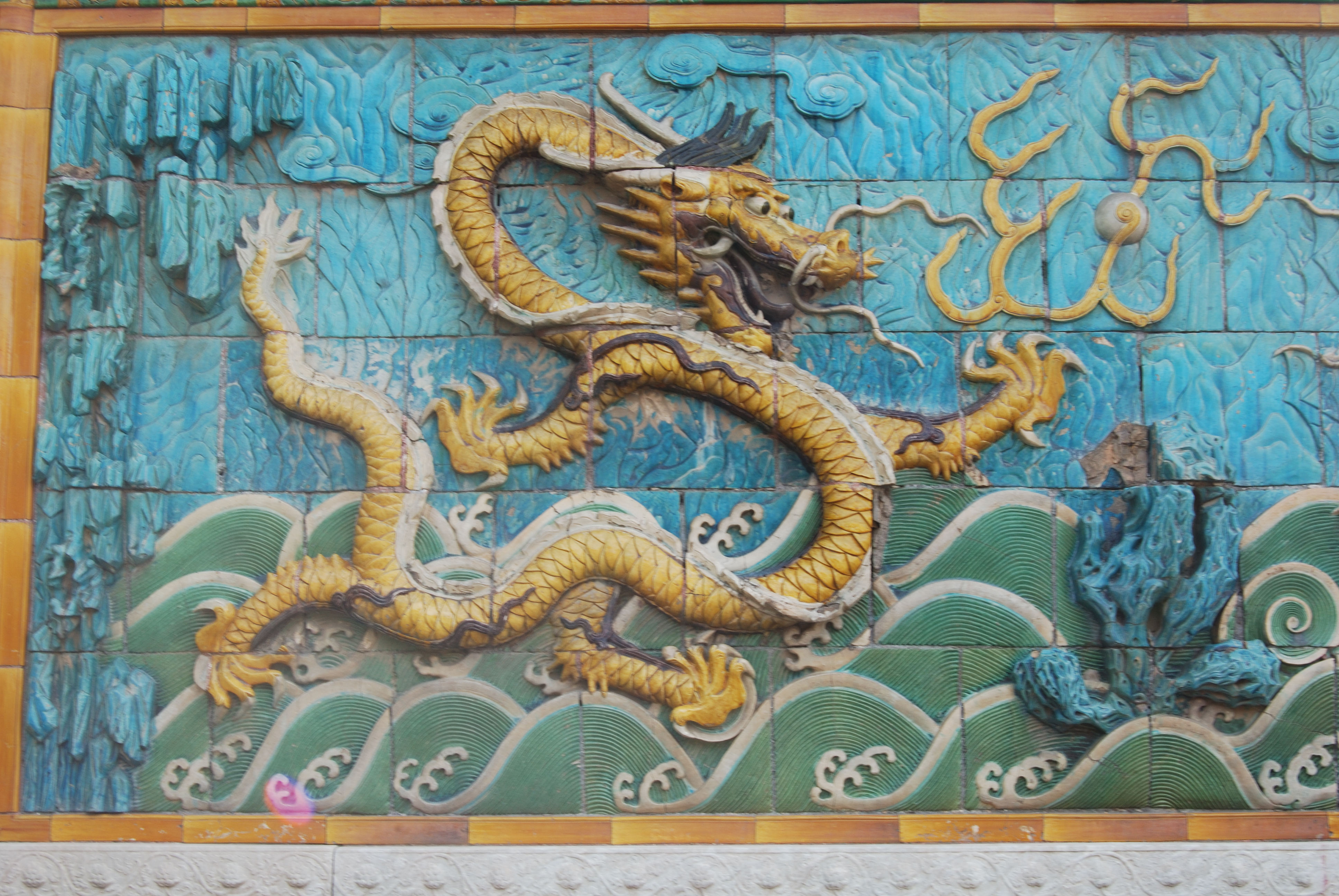
Einer der Drachen auf der Neun-Drachen-Wand im Beihai-Park in Peking (glasierte Kacheln, 1756)

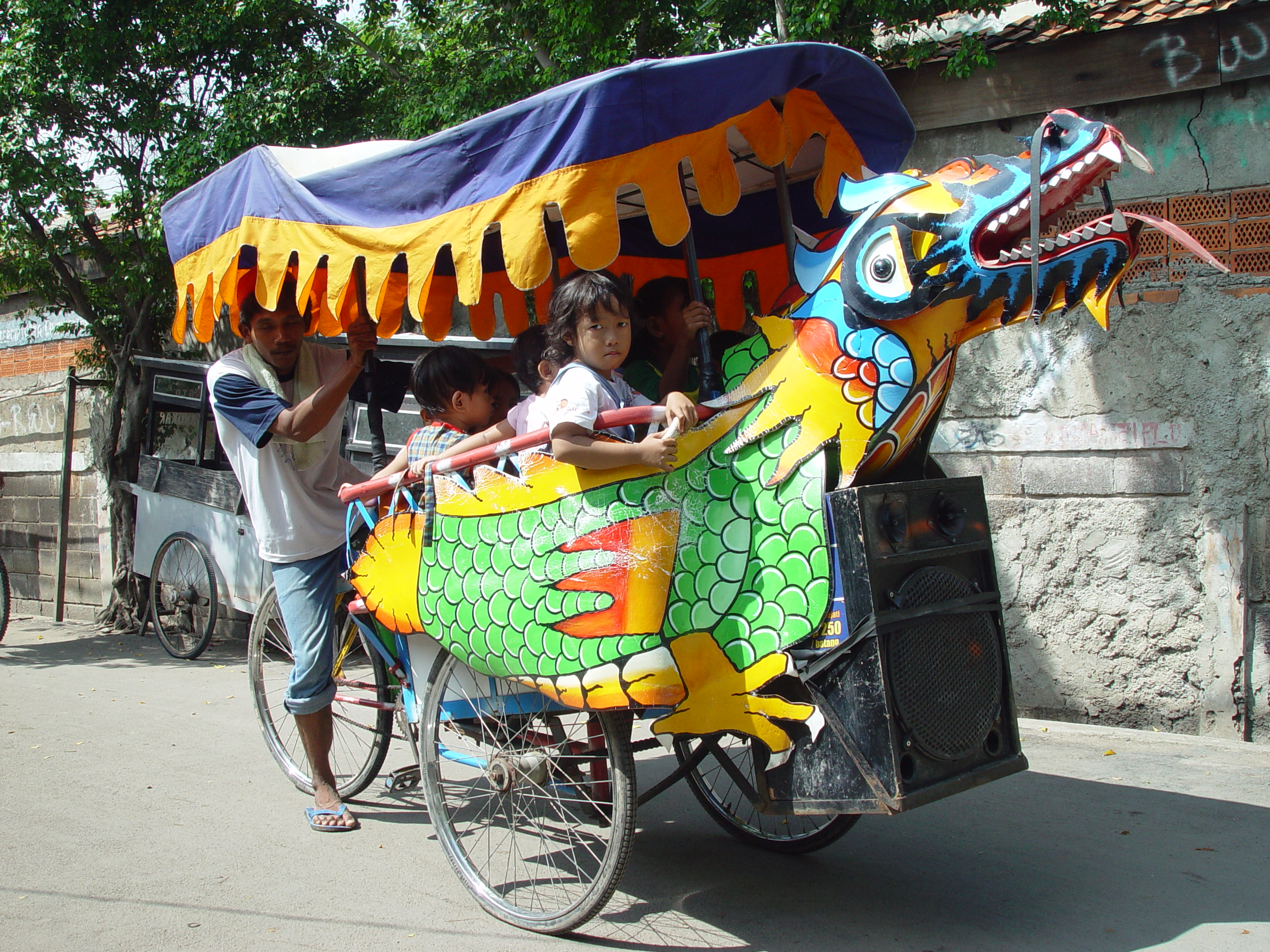
Indonesisches Fahrrad in Drachenform (2004)

Die ältesten ostasiatischen Darstellungen drachenähnlicher Mischwesen stammen aus dem chinesischen Raum. Die neolithischen Kulturen am Gelben Fluss hinterließen Objekte aus Muscheln und Jade, die Schlangen mit Schweinen und anderen Tieren kombinieren. Am bekanntesten hierbei sind die Jade-Artefakte der Hongshan-Kultur (circa 4700–2900 v. Chr.). Sie werden im Chinesischen als „Schweine-Drache“ (zhulong 豬龍) bezeichnet. Ab der Shang-Dynastie (15. bis 11. Jahrhundert v. Chr.) symbolisierte der Drache die königliche Macht, und die Han-Dynastie (206 v. Chr. bis 220 n. Chr.) legte seine Form fest. Der chinesische Drache Long ist der wichtigste Ursprung fernöstlicher Drachenvorstellungen: Seit der Song-Dynastie (10. Jahrhundert) übernahm der Buddhismus das Mischwesen und verbreitete es im gesamten ostasiatischen Raum.
Der chinesische Drache hat (nach Michael Witzel erst in jüngerer Zeit) eine positivere Bedeutung als sein westliches Gegenstück. Er steht für den Frühling, das Wasser und den Regen. Da er die Merkmale von neun verschiedenen Tieren in sich vereint, ist er nach chinesischer Zahlenmystik dem Yang, dem aktiven Prinzip, zugeordnet. Ferner vertritt er eine der fünf traditionellen Arten von Lebewesen, die Schuppentiere, und im chinesischen Tierkreis ist er das fünfte unter zwölf Tieren. Zusammen mit dem Phönix (fenghuang), der Schildkröte (gui) und dem Einhorn (qilin) zählt der chinesische Drache zu den mythischen „vier Wundertieren“ (siling), die dem chinesischen Welt-Schöpfer Pangu halfen.
Der Drache der chinesischen Volkserzählungen besitzt magische Fähigkeiten und ist überaus langlebig: Jahrtausende kann es dauern, bis er seine endgültige Größe erreicht. Als Kaisertier hat er fünf Klauen und ist von gelber Farbe, ansonsten hat er nur vier Klauen, wie zum Beispiel in der Flagge Bhutans. Das Duo Drache und Phönix repräsentiert seit der Zeit der streitenden Reiche den Kaiser und die Kaiserin. Dem gebieterischen und beschützenden Drachen der Mythologie steht aber auch der unheilbringende Drache der chinesischen Volksmärchen gegenüber. So ist der Drache in China kein durchweg positives, sondern ein ambivalentes Wesen.
Der Drache spielt eine große Rolle in der chinesischen Kunst und Kultur: Es gibt Skulpturen aus Granit, Holz oder Jade, Tuschezeichnungen, Lackarbeiten, Stickerei, Porzellan- und Keramikfiguren. Drachenmythen und Rituale sind schriftlich bereits im I-Ging-Buch aus dem 11. Jahrhundert v. Chr. überliefert, und die Frühlings- und Herbstannalen schildern Drachenzeremonien, die Regen herbeirufen sollten. Auf die Prä-Han-Zeit geht das Drachenbootfest in seiner heutigen Form zurück, Drachentänze und Prozessionen gehören auch zum chinesischen Neujahrsfest und zum Laternenfest. Das Feng Shui berücksichtigt den Drachen beim Häuserbau, Gartengestaltung und Landschaftsplanung, und die chinesische Medizin kennt Rezepte aus Drachenknochen, -zähnen oder Drachenspeichel; Ausgangsstoffe dafür sind zum Beispiel Fossilien oder Reptilienhäute.
Der thailändische Mangkon, die Drachen in Tibet, Vietnam, Korea, Bhutan oder Japan haben chinesische Wurzeln, die sich mit lokalen Traditionen vermischt haben. Einige Elemente fernöstlicher Drachenkulte lassen daneben auch Parallelen mit den Nagas erkennen, den Schlangengottheiten der indischen Mythologie. So verfügen die Drachen aus japanischen und koreanischen Mythen oft über eine Fähigkeit zur Metamorphose: Sie können sich in Menschen verwandeln, und Menschen können als Drachen wiedergeboren werden. Die Hochachtung vor den Herrschern über das Wasser brachte es mit sich, dass der Tennō eine Abstammung vom Drachenkönig Ryūjin für sich in Anspruch nahm. Ebenso führten die koreanischen Könige ihre Ahnenreihe auf Drachengottheiten zurück. Eine besonders starke lokale Überlieferung hat das Drachenbild in Indonesien geprägt: hier ist das Fabelwesen im Gegensatz zu China weiblich und beschützt die Felder zur Erntezeit vor Mäusen. Über Kinderwiegen werden Drachenbilder aufgehängt, um dem Nachwuchs einen ruhigen Schlaf zu sichern.

#### Amerika

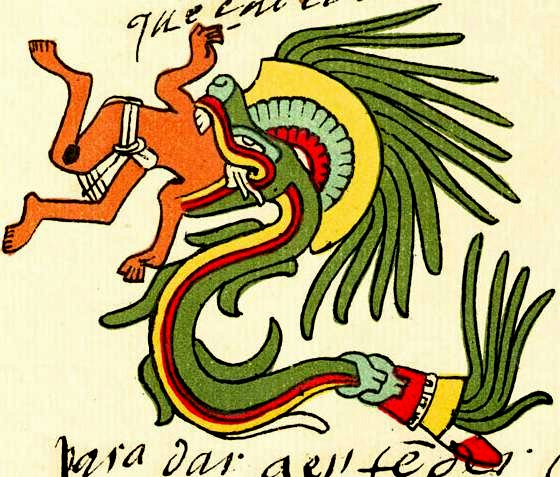
Der Gott Quetzalcoatl als gefiederte Schlange im aztekischen Codex Telleriano-Remensis (16. Jahrhundert)

Mischwesen mit Schlangenanteilen sind auch den Mythologien Süd-, Mittel- und Nordamerikas nicht fremd. Am bekanntesten ist die Amphithere oder gefiederte Schlange, eine Erscheinungsform, die beispielsweise der mesoamerikanische Gott Quetzalcoatl annimmt, doch es gibt auch andere Typen. In Nord- und Südamerika ist die doppelköpfige Schlange verbreitet; neben den beiden Köpfen – an jedem Ende einer – trägt sie zuweilen auch in der Mitte einen dritten, menschlichen Kopf. Chile kannte die Fuchs-Schlange „guruvilu“, die Andenbewohner „amaro“, eine Mischung aus Schlange und einem katzenartigen Raubtier. Regengott Tlaloc konnte die Gestalt eines Mischwesens aus Schlange und Jaguar annehmen, und auch das Feuerelement ist im Schlangenkult Amerikas vertreten: Die Feuerschlange Xiuhcoatl war bei den Azteken für Dürre und Missernten verantwortlich. Detailuntersuchungen widmeten sich insbesondere den Göttern und Fabelwesen der Olmeken. Ein Mischwesen mit Anteilen von Kaiman, Igel, Jaguar, Mensch und Schlange findet sich in großer Zahl auf Steinmonumenten und Keramik, die beispielsweise in San Lorenzo Tenochtitlan, Las Bocas und Tlapacoya gefunden wurden. Eine Einordnung dieses Wesens in einen mythologischen Zusammenhang ist jedoch unmöglich, da Schriftzeugnisse fehlen. Die amerikanischen und die ostasiatischen Drachendarstellungen zeigen viele Ähnlichkeiten. Das Drachenmotiv diente daher auch als Argumentationshilfe für Versuche, transpazifische Beziehungen zwischen China und dem präkolumbianischen Amerika zu finden. Einen allgemein anerkannten Beleg für diese These gibt es jedoch bisher nicht.

#### Islam

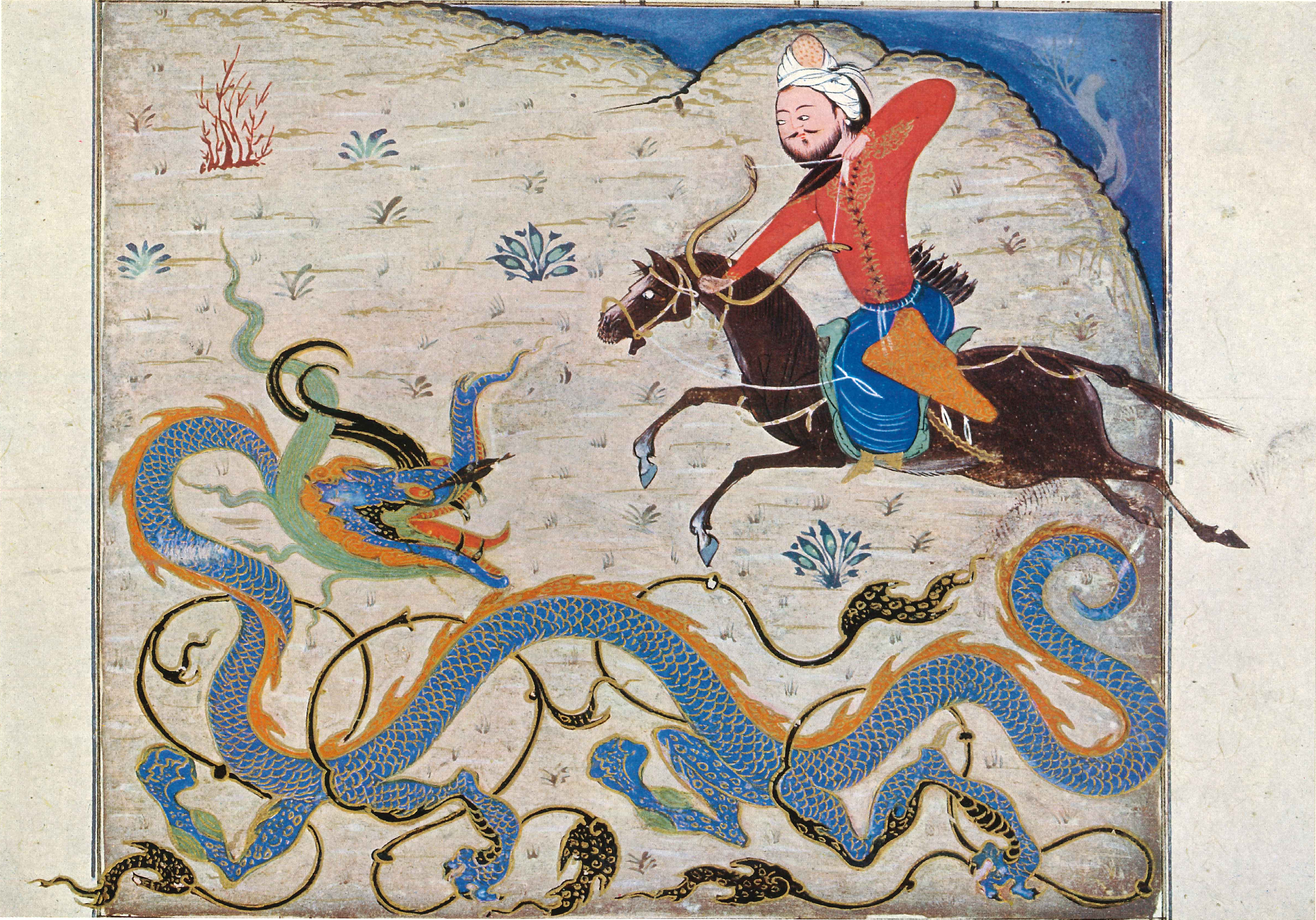
Der persische Großkönig Bahrām Gūr kämpft mit einem Drachen (Miniatur aus Schāhnāme, dem „Buch der Könige“, 1371 n. Chr.)

Arabische Wörterbücher bezeichnen den Drachen als tinnīn (تنين) oder ṯuʿbān (ثعبان), die gängige persische Bezeichnung ist Aždahā (اژدها). Er ist im allgemeinen Land-, oft Höhlenbewohner, und er verkörpert wie der westliche Drache das Böse. Die Bilder von Drachen in der islamischen Kultur vereinen westliche und östliche Elemente zu einem eigenständigen Stil. In ihnen ist vorislamisch-persischer, indischer, griechischer, jüdischer und chinesischer Einfluss spürbar.
In der mittelalterlichen arabischen Welt ist der Drache ein verbreitetes astronomisches und astrologisches Symbol. In Schlangengestalt erscheint er bereits im Kitāb Suwar al-Kawākib ath-Thābita („Buch von der Gestalt der Fixsterne“, um 1000 n. Chr.), wo Abd ar-Rahman as-Sufi das gleichnamige Sternbild illustriert. Auf die indischen Nagas geht die Vorstellung zurück, ein riesiger Drache lagere am Himmel, wo sein Kopf und Schwanz den oberen und unteren Knotenpunkt des Mondes bilden. Der Himmelsdrache wurde für Sonnen- und Mondfinsternisse sowie Kometen verantwortlich gemacht.
Trotz der vorwiegend „westlichen“ Ausrichtung auf den Typ des unheilvollen Drachen zeigen islamische Bilder seit der mongolischen Expansion im 13. Jahrhundert unverkennbar chinesischen Einfluss. Der Drache, der Schwertgriffe, Bucheinbände, Teppiche und Porzellan verziert, ist eine lange, wellenförmige Kreatur mit Fühlern und Backenbart. Miniaturen in Manuskripten des 14. bis 17. Jahrhunderts aus Persien, Türkei und dem Mogulreich liefern zahlreiche Beispiele dieses Typs.
In der islamischen Literatur überwiegt der traditionelle Drachenkampf. Viele Drachengeschichten überliefert Schāhnāme, das Buch der Könige, das um das Jahr 1000 entstand. Als Drachentöter treten mythische Helden und historische Persönlichkeiten auf: Der legendäre Held Rostam, Großkönig Bahram Gur oder Alexander der Große. Eine der Hauptfiguren des Schāhnāme ist der mythische Drachenkönig Zahhak oder Dhohhak, der vom Helden Firaidun nach tausendjähriger Herrschaft besiegt wird. Die persischen Geschichten wurzeln in Mythen der Veda- und Avesta-Zeit, haben aber eine starke historische Komponente. Sie beziehen sich auf den Kampf gegen Fremdherrschaft und zeitgenössische religiöse Auseinandersetzungen. Ein ganz anderer Typus des Drachen findet sich in den Qisas al-anbiyāʾ („Prophetenerzählungen“). Bei dem Propheten handelt es sich um Mose; die Bestie ist sein Stab. Wird der Stab auf den Boden geworfen, verwandelt er sich in einen Drachen und hilft dem Propheten im Kampf gegen allerlei Gegner. Das Untier ist in den Qisas eine furchterregende Hilfskraft auf der richtigen Seite.

### Drachen in der Moderne

#### Drachen und Saurier

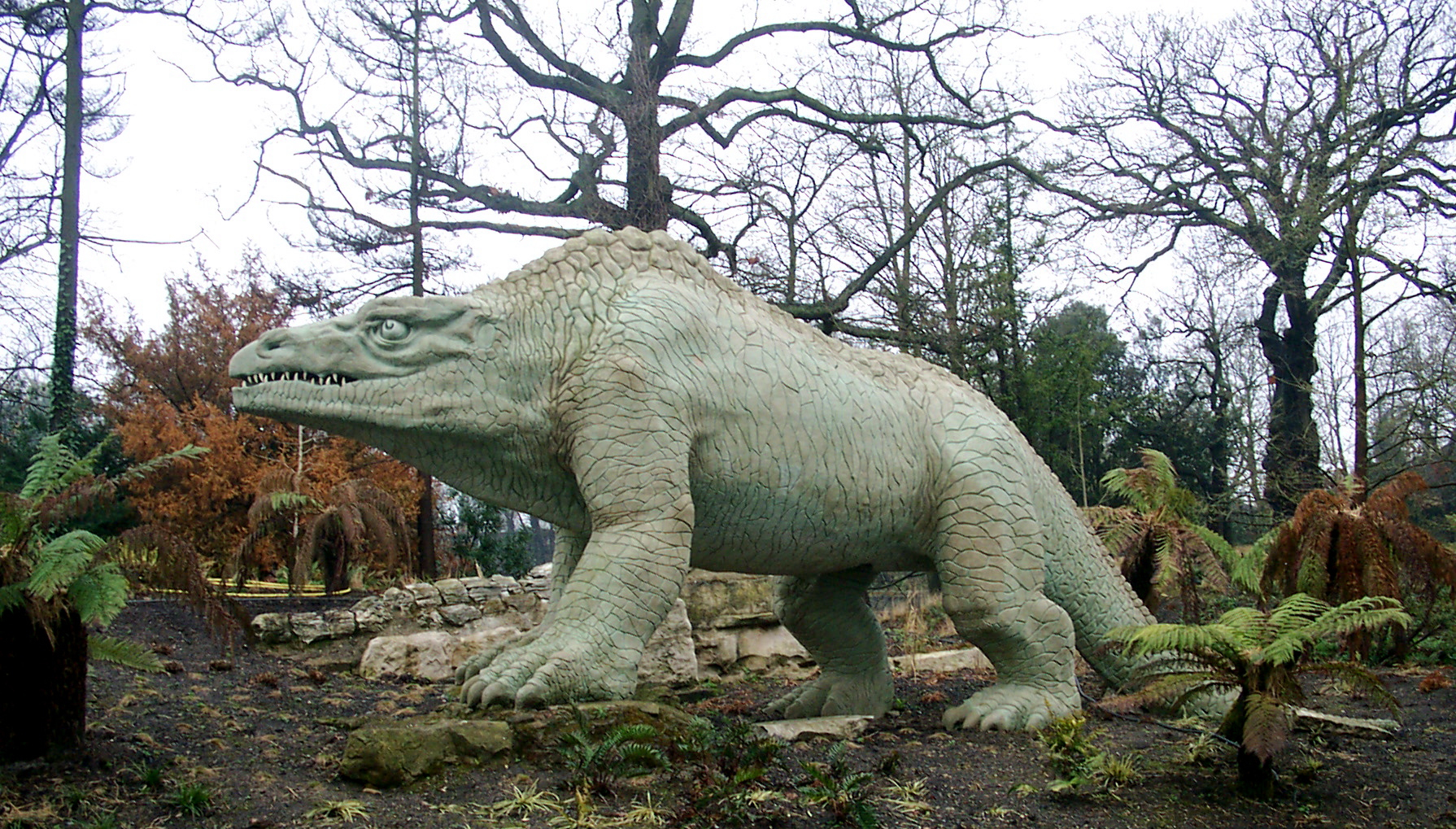
Megalosaurus-Modell im Londoner Crystal-Palace-Park (Benjamin Waterhouse Hawkins, 1854)

Als zu Beginn des 19. Jahrhunderts die neue Wissenschaft der Paläontologie die Saurier entdeckte, erhielt der Drachenmythos eine neue Facette. Christen erklärten sich die fossilen Funde als Überreste vorsintflutlicher Tiere, die auf der Arche keinen Platz gefunden hätten. Doch auch die tatsächliche Existenz der riesigen Ungeheuer, von denen die Bibel spricht, schien bewiesen. 1840 erschien The book of the great sea Dragons. Sein Autor, der Fossiliensammler Thomas Hawkins, setzte die biblischen Meeresdrachen mit dem Ichthyosaurus und dem Plesiosaurus gleich; das Vorbild für den geflügelten Drachen fand er im Pterodaktylus. Wenn aber die Saurier lange genug überlebt haben, um als Drachen Eingang in mythische Erzählungen zu finden, dann könnten sie in der Gegenwart immer noch existieren, so der folgerichtige Schluss. Die Suche nach rezenten Riesenechsen wurde im 19. und frühen 20. Jahrhundert zum ernsthaften Geschäft, beflügelt nicht zuletzt durch den großen Erfolg von Arthur Conan Doyles Roman The Lost World von 1912.
Während die Paläontologie also dazu beitrug, den Drachenglauben zu festigen und in die Moderne zu übertragen, wirkte der alte Mythos auch in die umgekehrte Richtung. Die frühen Modelle und Illustrationen der Saurier, allen voran die populären Darstellungen des Briten Benjamin Waterhouse Hawkins, waren ebenso wie die heutigen auf Interpretationen der Funde angewiesen, und die traditionelle Vorstellung des Drachen ging in diese Deutungen ein. So soll Hawkins für seine Rekonstruktion eines Flugsauriers eigens den 1847 ausgegrabenen Pterodactylus giganteus ausgewählt haben, der mit einer Flügelweite von 4,90 Metern der Drachenvorstellung nahekam. Der damals bekanntere, bereits von Georges Cuvier beschriebene Pterodactylus war dagegen kaum größer als ein Spatz.
Im Stadtmuseum Jena wird in Zusammenhang mit den Sieben Wundern ein draco ausgestellt.

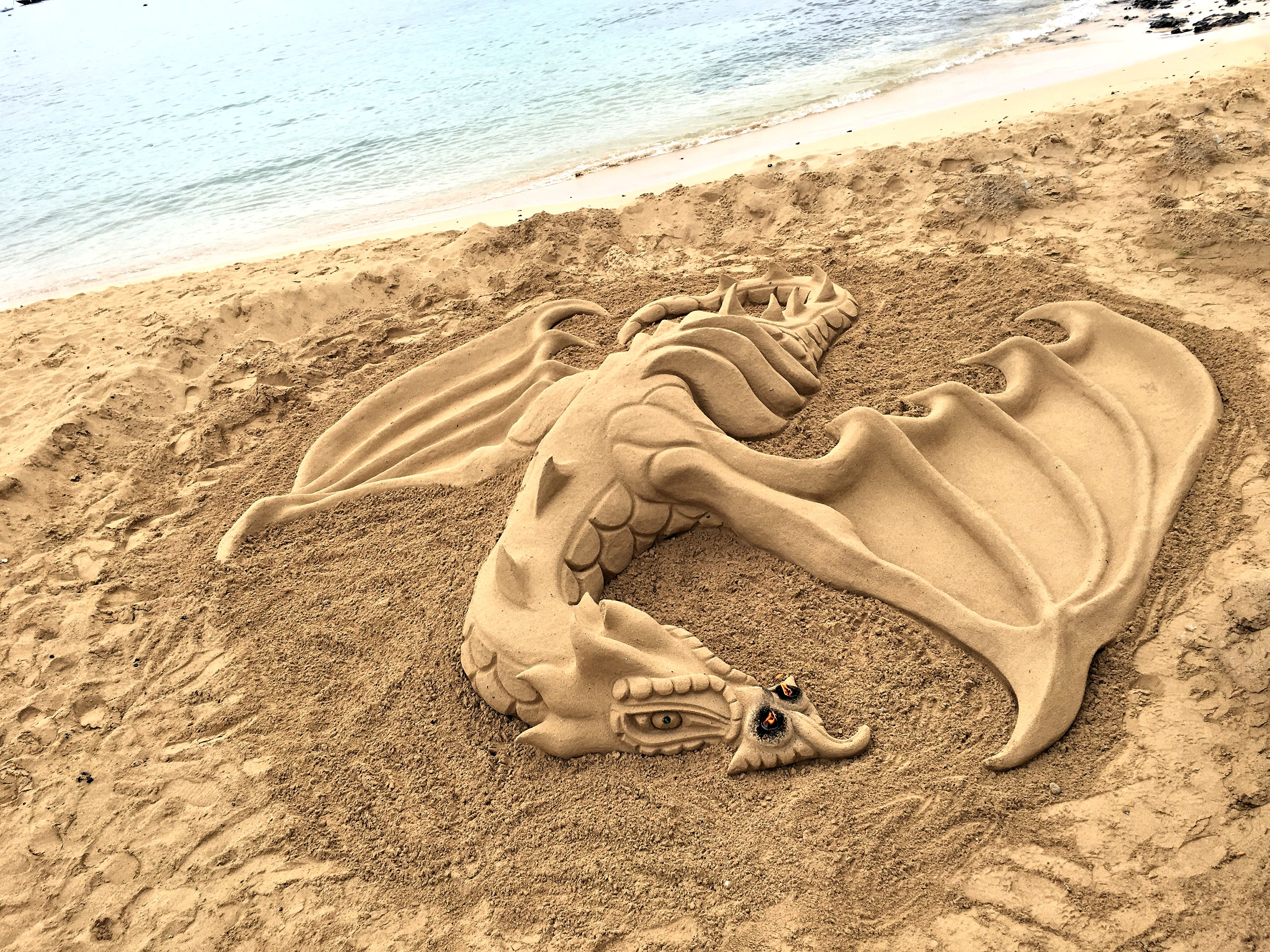
Drache als Sandskulptur am Strand von Corralejo, Fuerteventura

#### Fantasykultur

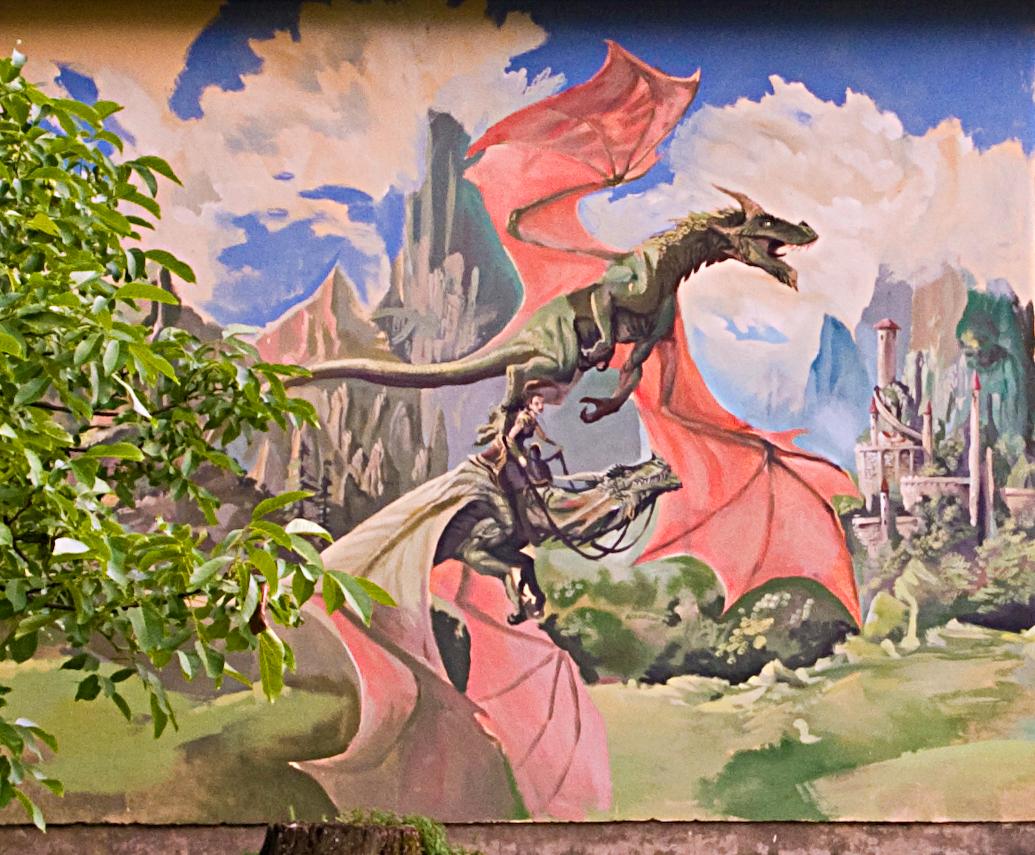
Fantasydrachen auf einem kroatischen Graffito (2008)

Die Figur des Drachen erlebt in der Fantasykultur eine Renaissance. J. R. R. Tolkien benutzte für seinen Smaug das traditionelle Motiv des Schatzhüters, und auch in neueren Fantasyromanen und Rollenspielen, Comics, Filmen und Musicals nehmen die Autoren Anleihen bei Märchen, Heldenepen und Volksballaden. Die traditionelle Bedeutung des Drachen wird jedoch häufig aufgebrochen. Fantasydrachen sind nicht einheitlich „gut“ oder „böse“. In einigen Rollenspielen – beispielsweise Dungeons and Dragons – nehmen Drachen beide Seiten ein. In anderen – wie Gothic II, Bethesdas Skyrim oder Guild Wars 2 – muss man die Drachen töten, um die Welt zu retten oder ein Unglück abzuwenden. In Anne McCaffreys Science-Fiction-Romanen kämpfen sie gar an der Seite von Menschen gegen gemeinsame Feinde. Drachen in der Fantasykultur verfügen meistens über Eigenschaften wie Echsenähnlichkeit, Flugfähigkeit, Feueratem oder ähnliche Fähigkeiten, Größe, Intelligenz und magische Begabung. Grundsätzlich sind sie mit etwas Magischem verbunden, einer Aufgabe oder einer Geschichte, und oft besitzen sie Weisheit. Die düstere Ästhetik der Fantasybilder enthält auch ein Element der Faszination: Fantasydrachen sind gleichzeitig schrecklich und schön, edel und furchterregend. Auffallend ist, dass in den meisten Spielen der Drache zu bekämpfen oder zu finden ist, aber selten, wie in Spyro, selbst zu spielen. Als neueres Element zu den überlieferten Bedeutungsmöglichkeiten des Drachen tritt der „freundliche Drache“ auf. Dabei werden Drachen als Stilmittel genutzt, um den guten Kern im Bösen oder äußerlich Gewaltigen darzustellen; Beispiele hierfür sind etwa Eragon, Dragonheart oder Drachenzähmen leicht gemacht.

#### Kinderliteratur und Zeichentrickserien
Endgültig in sein Gegenteil verkehrt wird das Drachensymbol in modernen Kinderbüchern: Hier ist der Drache ein niedliches, freundliches und zahmes Wesen. Den Anfang machte bereits der britische Schriftsteller Kenneth Grahame mit seinem Werk Der Drache, der nicht kämpfen wollte von 1898, einem Antikriegsbuch, das alte Feindbilder aufbrechen und der positiven Einstellung zu Krieg und Gewalt etwas entgegensetzen wollte. In deutschsprachiger Kinderliteratur wurde die Figur erst nach dem Zweiten Weltkrieg populär. Einer der Vorreiter der Drachenwelle war Michael Ende: In seiner Jim-Knopf-Reihe von 1960 bis 1962 tritt der hilfsbereite Halbdrache Nepomuk noch neben stinkenden, lauten „echten“ Drachen auf.
Ab den 1970ern erschienen zahllose Drachenbücher und Zeichentrickfilme. Surrealistisch wirken die anfangs degenerierten Wiener Drachen Martin und Georg in Helmut Zenkers Kinderromanen vom Drachen Martin. Bekannt sind auch Max Kruses Halbdinosaurier Urmel aus dem Eis, Peter Maffays grüner Tabaluga, die Drachen des Österreichers Franz Sales Sklenitzka oder der kleine Grisu, der eigentlich Feuerwehrmann werden will und doch zuweilen ungewollt seine Umgebung in Brand steckt. „Die kleinen Lerndrachen“ sind die Namensgeber einer Reihe von Lernbüchern aus dem Ernst Klett Verlag. Weite Verbreitung finden auch die Geschichten aus der Reihe „Der kleine Drache Kokosnuss“ von Ingo Siegner. Die Fabelwesen in den Kinderbüchern haben nun gar keine negativen Eigenschaften mehr; sie sind durch und durch lieb und tun keiner Fliege etwas zuleide, außer aus Versehen. An der Entschärfung der alten Schreckbilder wird durchaus auch Kritik geübt. Das alte Sinnbild des Teufels würde so seiner Funktion beraubt, bei der Bewältigung des Bösen in der Wirklichkeit zu helfen.

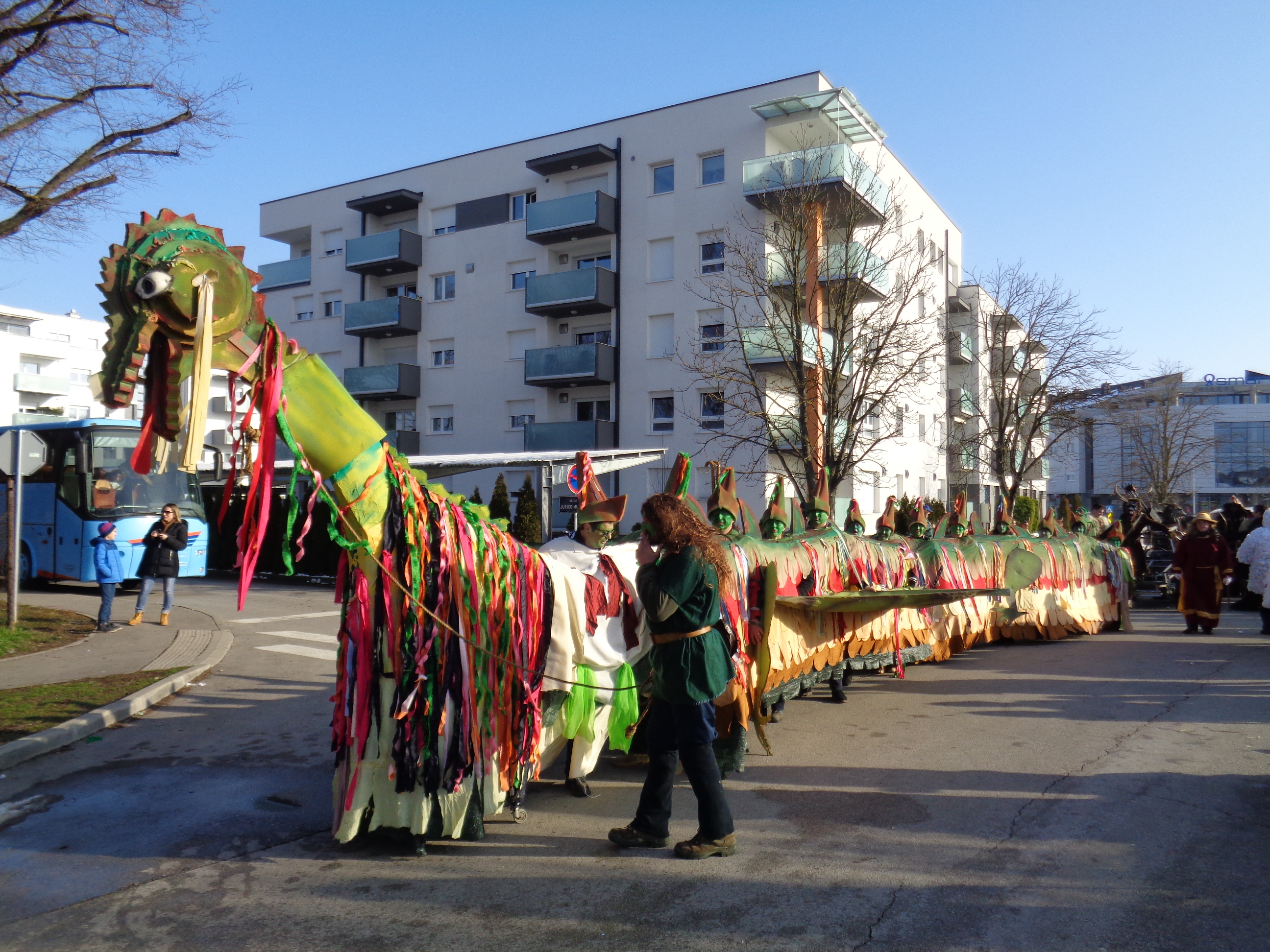
Abbildung von Drachen an einem Karneval in Čakovec (2018)

#### Moderne Symbolik und Werbung

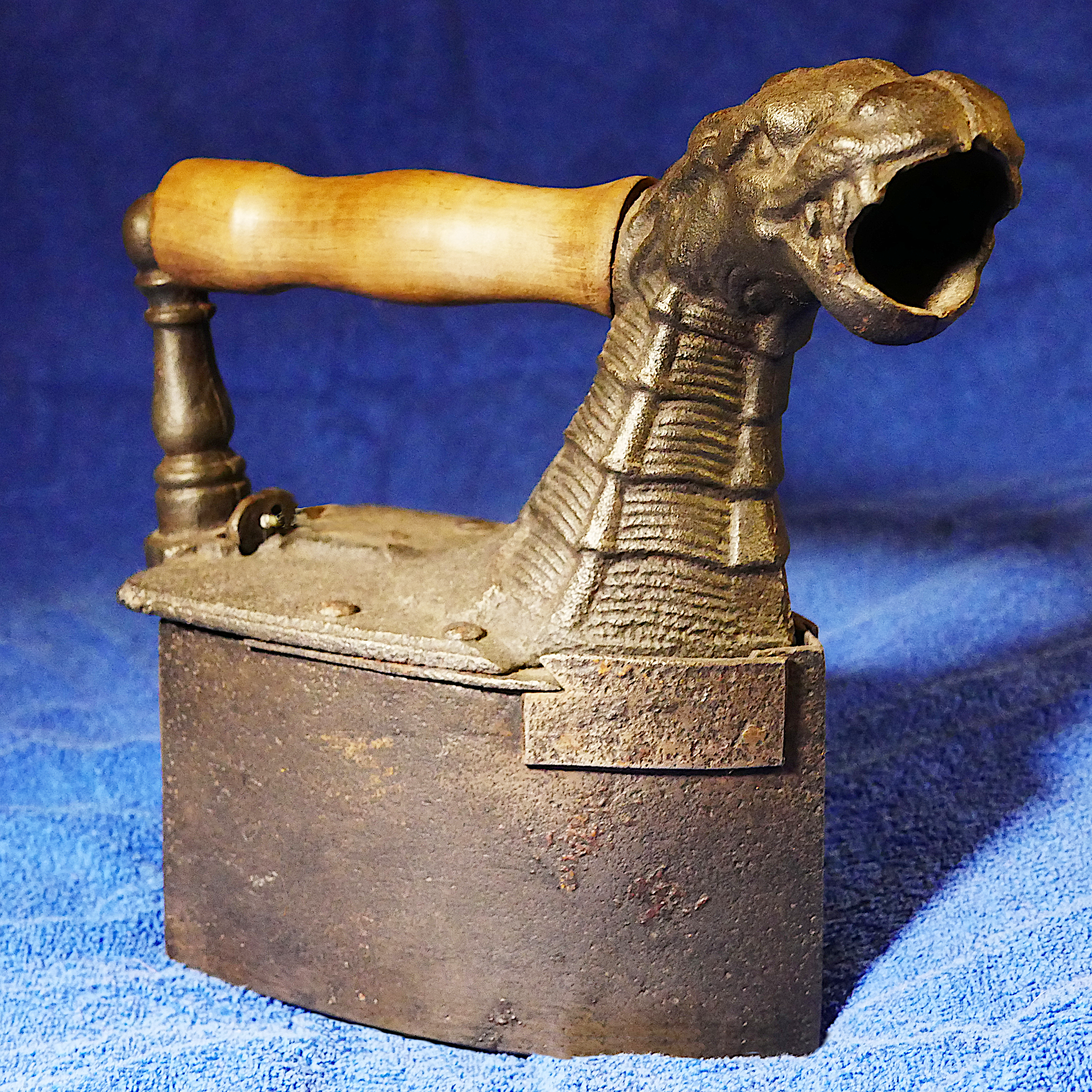
Kohlebügeleisen mit Drachenkopf

Die Symbolkraft des Drachen ist in der Gegenwart ungebrochen, trotz der Vielfalt an Typen und Bedeutungsnuancen, die sich in der jahrtausendelangen Entwicklung des Mythos herausgebildet haben. Als beinahe weltweit bekanntes Fabelwesen mit hohem Wiedererkennungswert wird er in der Werbebranche als Markenzeichen genutzt. Einigen Städten, Ländern und Fußballvereinen dient der Drache als Wappentier, einigen Vereinen, Clubs und Institutionen als Abzeichen. Von den traditionellen Bedeutungen ist im modernen Zusammenhang das Element der Kraft und Stärke ausschlaggebend. Auf Produkten aus Wales wirbt ein roter Drache mit dem Stolz auf das alte Nationalsymbol, und für die Macht Chinas ist der Drache eine allgemein verständliche Metapher.
Die Bösartigkeit hat der Drache auch in den westlichen Industrieländern weitgehend eingebüßt. Der Bedeutungswandel erklärt sich einerseits mit dem Einfluss der Fantasykultur und der Kinderliteratur. Das Drachenlogo eines Hustenbonbons etwa zeigt ein possierliches buntes Tierchen, das lächelnd eine Frucht anbietet. Andererseits sind im globalen Marketing spezifische Anforderungen zu erfüllen. Werbekampagnen, in denen böse Drachen auftreten, sind im weltweiten Maßstab nicht durchsetzbar. So musste 2004 der Sportartikelhersteller Nike eine Kampagne in China abbrechen, in der Basketballstar LeBron James als Drachenkämpfer auftrat. Der Sieg über Chinas Nationalsymbol wurde dort als Provokation empfunden.
Die Schornsteine von Kohlebügeleisen, die die giftigen Abgase der brennenden Holzkohle von der Büglerin wegleiten, wurden ab der 2. Hälfte des 19. Jahrhunderts gerne in Form eines Drachenkopfs gestaltet.

## Erklärungen

### Naturgeschichtliche Ursprungshypothesen
Eine Reihe von Theorien versucht, die Entstehung der Drachenfigur auf reale Naturerscheinungen zurückzuführen. Obwohl in seriöser Forschung schon früh abgelehnt, wird bis heute in pseudo- und populärwissenschaftlichen Darstellungen die Frage erörtert, ob und unter welchen Umständen bei Menschen eine Erinnerung an lebende Saurier entstanden sein könnte. Auch heutige Tierarten wie der indonesische Komodowaran oder die ebenfalls südasiatischen Arten des Gemeinen Flugdrachen und der Kragenechse werden als Ursprung des Drachenmythos diskutiert, und die – wissenschaftlich allerdings nicht anerkannte – Kryptozoologie betreibt die Suche nach weiteren, noch unentdeckten Tierarten, die als Vorbilder gedient haben sollen.
Eine andere Hypothese nimmt an, dass der Drachenmythos auf Fossilienfunde zurückzuführen sei. Zwar haben in Höhlen gefundene Skelettreste vorzeitlicher Tiere, etwa von Höhlenbären und Wollnashörnern, nachweislich einzelne Drachensagen beeinflusst, den Mythos selbst können die Fossilienfunde aber nicht erklären.
Die moderne Naturwissenschaft beschäftigt sich nicht mehr mit Drachen als möglichen Lebewesen innerhalb der biologischen Systematik.

### Mythologische Deutung
In den kosmogonischen Mythen Europas und des Vorderen Orients überwiegt die Vorstellung des Drachen als Symbol des Chaos, der Finsternis und der menschenfeindlichen Mächte. Die Mythenforschung des 19. Jahrhunderts setzte den Drachen daher in engen Zusammenhang mit dem Mond; die „Vernichtung“ und das Wiedererscheinen des Mondes spiegele sich im Drachenmythos wider, so die Auffassung des Indologen Ernst Siecke. Die Deutung des Drachen als Symbol für den Widerstreit der Naturkräfte, den Wechsel der Jahreszeiten und den Sieg des Sommers über den Winter gehört ebenfalls zu den „lunaren“ Erklärungsversuchen der frühen mythologischen Forschung. Im 20. Jahrhundert erkannte eine neuere Forschergeneration, vertreten zum Beispiel durch den Franzosen Georges Dumézil, den Niederländer Jan de Vries und den Rumänen Mircea Eliade, im Drachenkampf eine Parallele zu den Initiationsriten. Der Kampf wird in dieser Erklärung der Initiationsprüfung gleichgesetzt: So wie der Held den Drachen besiegen muss, so muss der Initiand eine Prüfung bestehen, um in eine neue Stufe seines Lebenszyklus eintreten zu können. Die Begegnung mit einem bedrohlichen Wesen, ein rituelles Verschlungenwerden und eine anschließende „Wiedergeburt“ sind häufige Bestandteile von Initiationsritualen. De Vries sah darüber hinaus im Drachenkampf einen Widerhall der Schöpfungstat. Ebenso wie die Initiation sei der Kampf mit der Bestie eine Nachahmung der Schöpfungsereignisse. Der Kampf ist es, der den Drachen am deutlichsten von der mythischen Schlange unterscheidet. Im Gegensatz zu ihr vereint das Mischwesen in sich die gefährlichsten Merkmale verschiedener Tiere und menschenfeindlichen Elemente. Der Drache wird damit zum perfekten Gegner.
Calvert Watkins beschreibt den Drachenkampf als Bestandteil einer „indo-europäischen Poetik“.
Die Drachenvorstellung Ostasiens war in sehr früher Zeit möglicherweise mit dem Totemismus verbunden, wobei der Drache ein Kompositum verschiedener Totemtiere darstellen soll. In Fernost wurde er einerseits zum Symbol der kaiserlichen Herrschaft, andererseits zu einer Wassergottheit. Zeremonien, bei denen Drachen um Regen angefleht werden, weisen ihn geradezu als Regengott aus; wie das Rind steht der Drache im Zusammenhang mit einem Fruchtbarkeitskult. Die Verbindung mit dem Wasser ist allen Drachenmythen gemeinsam. Eine Synthese „westlicher“ und „östlicher“ Vorstellungen stellt Rüdiger Vossen vor: Die Wunschbilder „Bändigung des Wassers, Bitten um ausreichenden Regen und um Fruchtbarkeit für Felder und Menschen“ sind nach seiner Auffassung Bindeglieder der Drachenmythen verschiedener Kulturen.

### Psychoanalytische Deutung

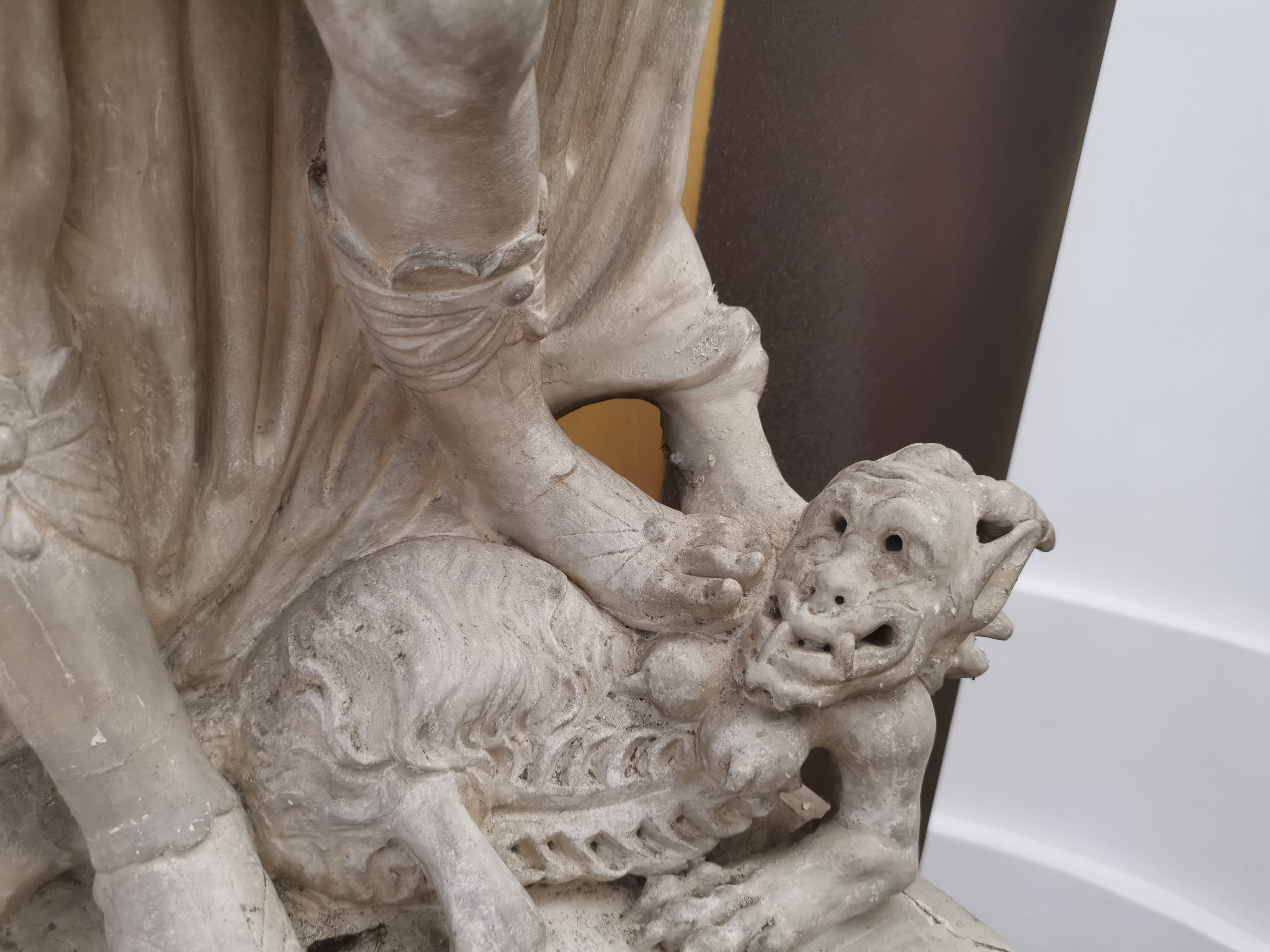
Drachenfigur mit weiblichen Brüsten in St. Michael in München.

In der von Carl Gustav Jung (1875–1961) gegründeten Analytischen Psychologie gilt der Drache als Ausprägung des negativen Aspekts des sogenannten Mutterarchetyps. Er symbolisiert den Aspekt der zerstörenden und verschlingenden Mutter. Soweit der Drache erlegt werden muss, um die Hand einer Prinzessin zu gewinnen, wird er auch als Form des Schattenarchetyps interpretiert, der die in der Prinzessin personifizierte Anima gefangen hält. Der Schattenarchetyp steht für die negativen, sozial unerwünschten und daher unterdrückten Züge der Persönlichkeit, für jenen Teil des „Ich“, der wegen gesellschaftsfeindlicher Tendenzen in das Unbewusste abgeschoben wird. Die Anima, für Jung der „Archetyp des Lebens“ schlechthin, ist eine Qualität im Unbewussten des Mannes, eine „weibliche Seite“ in seinem psychischen Apparat. Nach dieser Ansicht symbolisiert der Drachenkampf also die Auseinandersetzung zwischen zwei Teilen der Persönlichkeit des Mannes.
Andere tiefenpsychologische und psychoanalytische Deutungen sehen im Drachen eine Verkörperung der feindlichen Kräfte, die das Selbst an seiner Befreiung hindern; eine Imago des übermächtigen Vaters, ein Symbol von Macht und Herrschaft und eine Sanktionsfigur von Tabus. Der Drachenkampf ist in psychoanalytischer Sicht ein Symbol für den Kampf mit dem Bösen in und außerhalb der eigenen Person.

## Philatelistisches
Mit dem Erstausgabetag 5. Mai 2022 gab die Deutsche Post AG  in der Serie Europa Märchen – Mythen und Sagen ein Postwertzeichen im Nennwert von 85 Eurocent mit dem Motiv eines Drachen heraus. Der Entwurf stammt vom Grafiker Frank Philippin aus Aschaffenburg.